# Geschichte der Acetylsalicylsäure
Die Geschichte der Acetylsalicylsäure beginnt mit ihrer Synthese und Herstellung, noch bevor sie im Jahr 1899 in die Therapie eingeführt würde. Als Abkürzung für Acetylsalicylsäure wird ASS verwendet, im englischen Sprachraum ASA für acetylsalicylic acid. Auch Aspirin, eine geschützte Marke der Bayer AG, ist teilweise Gattungsname oder auch Synonym für die Acetylsalicylsäure geworden.
Salicylsäure wurde seit der Antike medizinisch verwendet. Arzneimittel aus Weidenholz und anderen salicylatreichen Pflanzen kommen in Tontafeln aus dem alten Sumer sowie im Papyrus Ebers aus dem alten Ägypten vor. Hippokrates bezog sich 400 v. Chr. auf die Verwendung von Salicyl-Tee, um Fieber zu senken. Salicylatreiche Pflanzen waren Teil des Arzneibuchs der westlichen Medizin in der klassischen Antike und im Mittelalter. Weidenrindenextrakt wurde Mitte des 18. Jahrhunderts für seine spezifischen Wirkungen auf Fieber, Schmerzen und Entzündungen bekannt. Im 19. Jahrhundert experimentierten und verschrieben Apotheker mit einer Vielzahl von Chemikalien, die mit Salicin, der aktiven Komponente des Weidenextrakts, in Zusammenhang stehen.

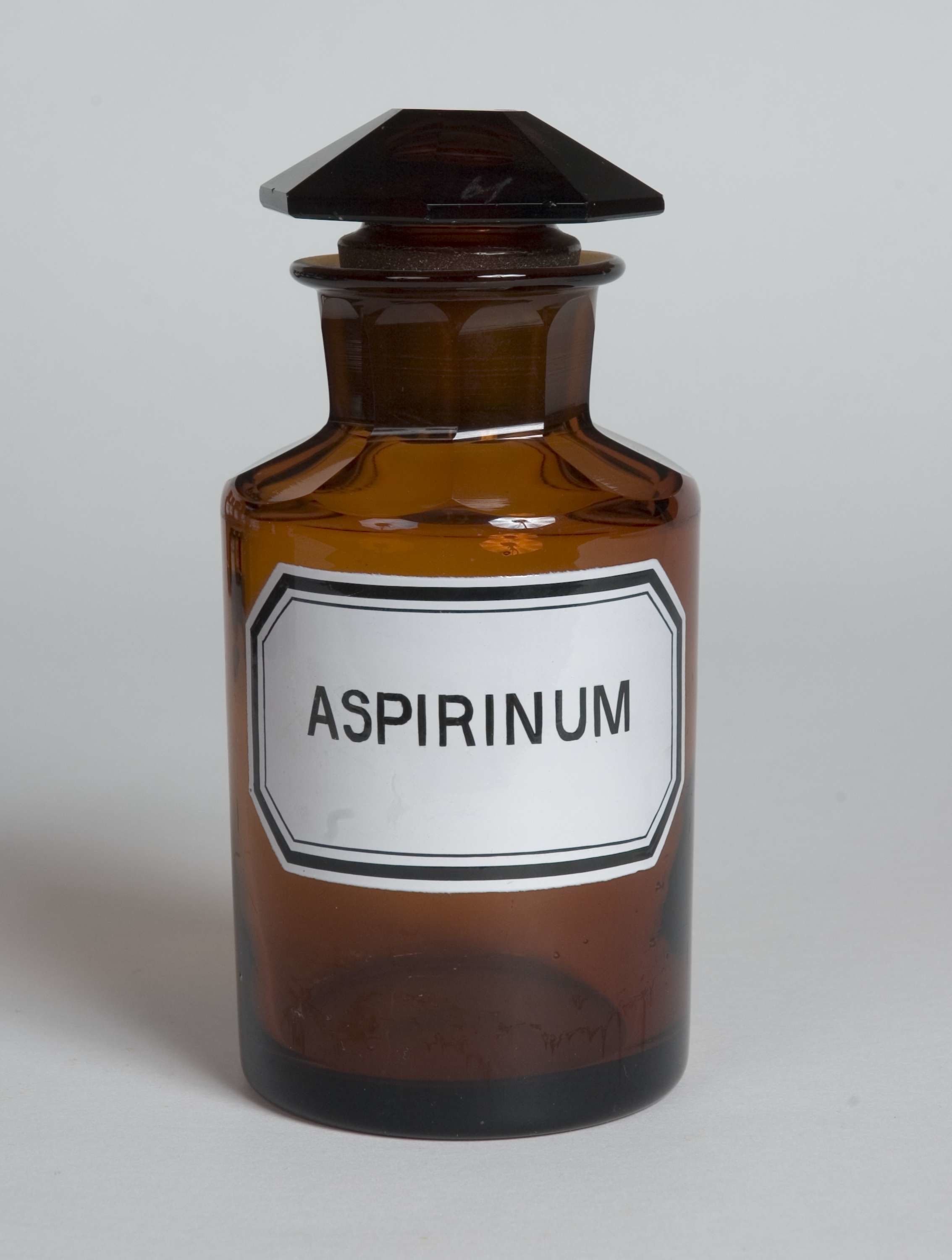
Aspirinum

1853 behandelte der Chemiker Charles Frédéric Gerhardt Acetylchlorid zum ersten Mal mit Natriumsalicylat, um Acetylsalicylsäure herzustellen. In der zweiten Hälfte des 19. Jahrhunderts stellten andere akademische Chemiker die chemische Struktur der Verbindung fest und entwickelten effizientere Synthesemethoden. 1897 begannen Wissenschaftler der Arzneimittel- und Farbenfabriken Bayer, Acetylsalicylsäure als weniger magenreizenden Ersatz für gängige Salicylat-Standardarzneimittel zu untersuchen und stellten einen neuen Syntheseweg ohne Verunreinigungen her. Bis 1899 hatte Bayer dies Aspirin genannt und verkaufte es weltweit. Das Wort Aspirin war der Markenname von Bayer und nicht der generische Name des Arzneimittels. Die Markenrechte von Bayer gingen jedoch in vielen Ländern verloren oder wurden verkauft. Die Popularität der Acetylsalicylsäure wuchs in der ersten Hälfte des 20. Jahrhunderts und führte zu einem heftigen Wettbewerb mit der Verbreitung von ASS-Produkten und ASS-Marken.
Nach der Entwicklung von Paracetamol (Acetaminophen) im Jahr 1956 und Ibuprofen im Jahr 1962 nahm die Häufigkeit der ASS-Einnahmen ab. In den 1960er und 1970er Jahren entdeckten John Robert Vane und andere die grundlegenden Wirkungsmechanismen der Acetylsalicylsäure, während klinische Studien und andere Studien aus den 1960er bis 1980er Jahren die Wirksamkeit des Medikaments als Gerinnungshemmer (Antikoagulantien) ergaben, der das Risiko von Gerinnungskrankheiten (Koagulopathien) verringert. Die ASS-Verkäufe belebten sich in den letzten Jahrzehnten des 20. Jahrhunderts erheblich und blieben auch im 21. Jahrhundert weit verbreitet zur vorbeugenden Behandlung von Herzinfarkten und Schlaganfällen.

## Frühgeschichte der Salicylate
Arzneimittel, die von Weidenbäumen und anderen salicylatreichen Pflanzen stammen, sind Teil von Arzneibüchern, die bereits aus der Antike stammen. Bereits auf sumerischen Tontafeln (3. Jahrtausend v. Chr.) sind Weideblätter zur Benutzung für medizinische Zwecke beschrieben. Der Papyrus Ebers, ein ägyptischer medizinischer Text von ca. 1543 v. Chr., erwähnt die Verwendung von Weide und Myrte (eine andere salicylatreiche Pflanze) zur Behandlung von Fieber und Schmerzen.

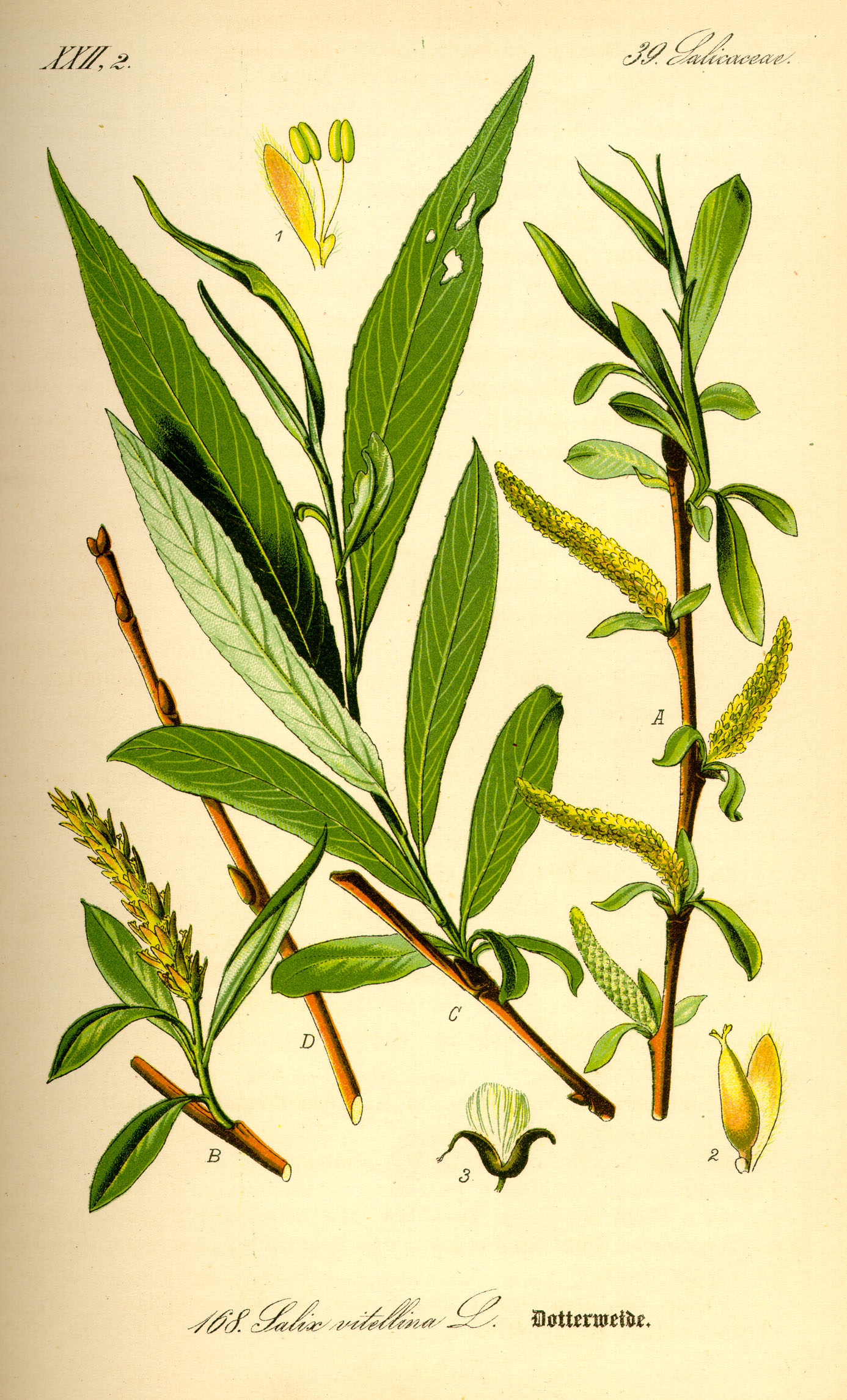
Edward Stone fand heraus, dass die Rinde der Silber-Weide (Salix alba) die peruanische Rinde bei der Behandlung von Schüttelfrost ersetzen könnte.

Weidenrindenpräparate wurden zu einem Standardbestandteil der westlichen Medizin, beginnend mit dem griechischen Arzt Hippokrates im fünften Jahrhundert v. Chr. Er empfahl, auf Weidenrinde zu kauen, um Schmerzen oder Fieber zu lindern, und dafür Tee zu zubereiten, auch um Schmerzen bei der Geburt zu lindern. Der römische Enzyklopädist Aulus Cornelius Celsus veröffentlichte in seinem Werk De medicina etwa 30 n. Chr. die Empfehlung, Weidenblattextrakt zur Behandlung der vier Anzeichen der Entzündung, rubor (Rötung), calor (Erwärmung), tumor (Schwellung) und dolor (Schmerz), zu verwenden. Weidenbehandlungen erschienen um 100 n. Chr. auch in Pedanios Dioskurides De Materia Medica und in Naturalis historia von Plinius dem Älteren. Zur Zeit von Galenos (circa 130 – 200 n. Chr.) wurde Weidenrinde allgemein im alten Rom und der arabischen Welt verwendet, innerhalb eines großen, wachsenden botanischen Arzneibuchs.
Außerhalb Europas nutzten möglicherweise die Nama, ein in Südafrika und Namibia beheimatetes Volk, Weidenrinde gegen rheumatische Erkrankungen.

## 18. und 19. Jahrhundert

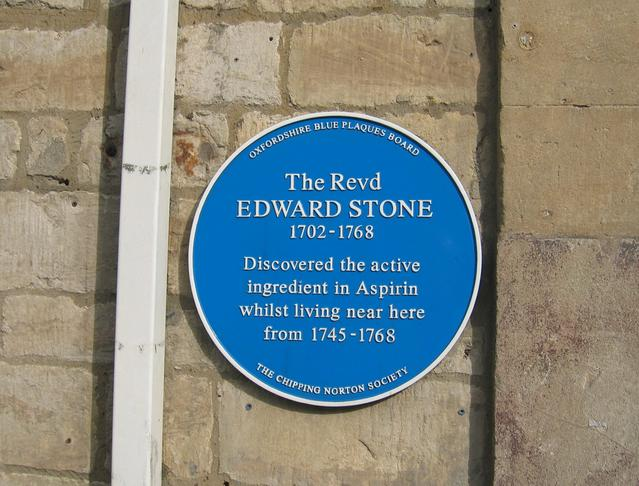
Ehrenplakette für Edward Stone

Der wichtigste Wendepunkt für Salicylat-Medikamente kam im Jahr 1763, als ein Brief des englischen Kaplans Edward Stone auf einem Treffen der Royal Society verlesen wurde, in dem das besondere Potential des Extrakts der Weidenrinde zur Heilung von Schüttelfrost beschrieben wurde, wobei die Beschreibung eher ein schlecht definiertes Sammelsurium von Symptomen war, einschließlich intermittierendem Fieber, Schmerz und Müdigkeit, was sich wohl hauptsächlich auf die Krankheit Malaria bezog. Inspiriert von der Signaturenlehre, mit der nach einer Behandlung gegen Schüttelfrost nach Erregern in der Nähe von Brackwasser gesucht wurde, hatte Edward Stone 1758 die Rinde eines Weidenbaums probiert und eine Adstringenz festgestellt, die an die übliche und teure Heilmethode der peruanischen Rinde erinnerte. Er sammelte, trocknete und pulverisierte eine beträchtliche Menge Weidenrinde und testete sie in den nächsten fünf Jahren an einer Reihe von Menschen, die an Fieber und Schmerzen erkrankt waren. In seinem Brief berichtete Stone von beständigen Erfolgen und beschrieb die Wirkung von Weidenextrakt als identisch mit derjenigen der peruanischen Rinde, wenn sie auch etwas weniger wirksam war. Tatsächlich war der Wirkstoff der peruanischen Rinde das Chinin, das die infektiöse Ursache von Malaria angriff, während der Wirkstoff des Weidenextrakts Salicin die Symptome der Malaria linderte. Stones Brief (fälschlicherweise Edmund Stone statt Edward Stone zugeschrieben) wurde in den Philosophical Transactions of the Royal Society gedruckt, wodurch am Ende des 18. Jahrhunderts die Weidenrinde als preiswerter Ersatz für Chinarindenbäume an Bedeutung und Popularität gewann. :17–34

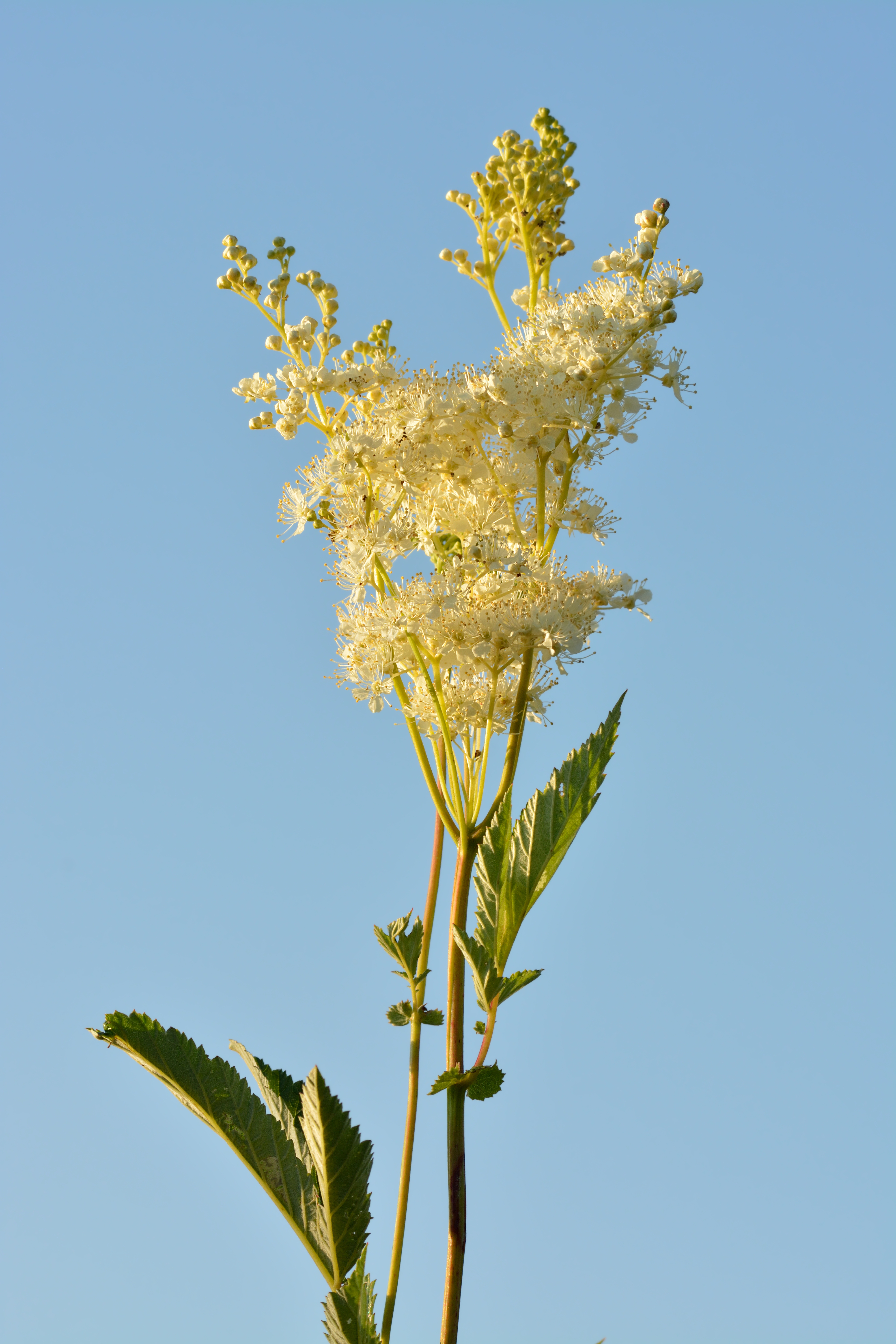
Echtes Mädesüß (Filipendula ulmaria). Tee aus seinen Blüten ist ein altes Volksheilmittel gegen Fieber und Schmerzen.

Im 19. Jahrhundert, als sich die junge Disziplin der organischen Chemie in Europa zu entwickeln begann, versuchten Wissenschaftler, die aktiven Bestandteile vieler Medikamente, einschließlich der Weidenrinde, zu isolieren und zu reinigen. Nach erfolglosen Versuchen der italienischen Chemiker Luigi Valentino Brugnatelli und Felice Fontana gelang es Johann Andreas Buchner 1828, relativ reine Salicinkristalle herzustellen. Im nachfolgenden Jahr entwickelte Pierre-Joseph Leroux ein weiteres Verfahren zur Gewinnung von Salicin, aber mit geringer Ausbeute. 1834 entdeckte der Schweizer Apotheker Johann Pagenstecher, was er für eine neue schmerzlindernde Substanz hielt, die von der weit verbreiteten Pflanze Echtes Mädesüß (früher Spiraea ulmaria genannt) isoliert war. Der vollständige Name des Autors lautet Johann Samuel Friedrich Pagenstecher (1783–1856). 1838 fand der italienische Chemiker Raffaele Piria eine Methode zur Gewinnung einer stärkeren Säureform des Weidenextrakts, die er Salicylsäure nannte. Der deutsche Chemiker, der an der Identifizierung des „Spiraea“-Extrakts gearbeitet hatte, Carl Löwig, erkannte dies bald, dass er in der Tat die gleiche Salicylsäure, die Piria gefunden hatte, war.: 38–40
Salicylat-Medikamente – einschließlich Salicin, Salicylsäure und Natriumsalicylat – waren schwierig und aufwendig aus Pflanzen zu extrahieren. 1860 erarbeitete Hermann Kolbe einen Weg, Salicylsäure zu synthetisieren. Im Laufe des späten 19. Jahrhunderts nahm der Einsatz von Salicylaten erheblich zu, und die Ärzte wussten zunehmend, was sie von diesen Arzneimitteln erwarten konnten: Schmerzreduktion, Fiebersenkung und Reduzierung der Entzündung. Die unangenehmen Nebenwirkungen, insbesondere die Magenreizung, begrenzten jedoch ihre Verwendung, wie auch ihr intensiver bitterer Geschmack. In den 1880er Jahren hat sich die deutsche chemische Industrie, angeregt durch die lukrative Entwicklung von Farbstoffen aus Kohlenteer, auf die Suche nach dem Potenzial neuer teerabgeleiteter Arzneimittel gemacht.: 40–46

## Bayer auf dem Weg zu Aspirin
Der Wendepunkt war die Erfindung von Antifebrin der Chemischen Fabrik Kalle, der Markenversion des bekannten Farbstoffderivats Acetanilid, dessen fiebersenkende Eigenschaften durch Zufall im Jahr 1886 entdeckt worden sind. Der Erfolg von Antifebrin veranlasste Carl Duisberg, den Forschungsleiter der kleinen Farbenfabrik Friedrich Bayer – die heutige Bayer AG – zu einer systematischen Suche nach anderen chemischen Fiebersenkern. Bayer-Chemiker entwickelten bald Phenacetin, gefolgt vom Beruhigungsmitteln Sulfonal.: 62–65 Durch die Entwicklung der Barbiturate wurden die Sulfonale abgelöst.

### Synthese von Acetylsalicylsäure

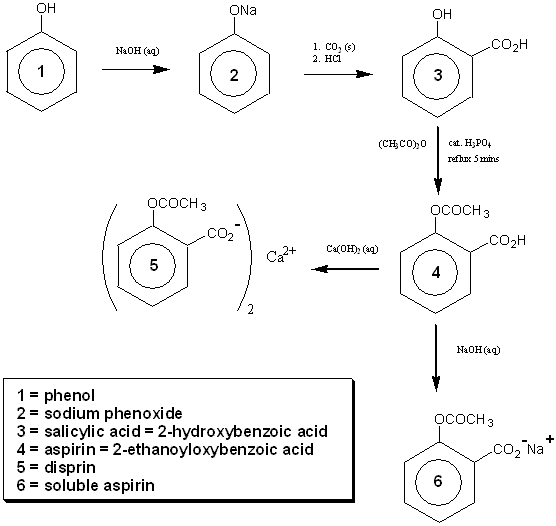
Syntheseschritte vom Phenol über die Salicylsäure zur Acetylsalicylsäure

1853 hatte Charles Frédéric Gerhardt die ersten Methoden zur Herstellung von Acetylsalicylsäure veröffentlicht.: 46–48 In der zweiten Hälfte des 19. Jahrhunderts stellten andere akademische Chemiker die chemische Struktur der Verbindung fest und entwickelten effizientere Synthese-methoden. Im Zuge seiner Arbeit an der Synthese und der Erforschung der Eigenschaften verschiedener Säureanhydride mischte er Acetylchlorid mit einem Natriumsalz von Salicylsäure (Natriumsalicylat). Eine heftige Reaktion folgte und die resultierende Schmelze verfestigte sich bald. Da zu dieser Zeit keine Strukturtheorie existierte, nannte Gerhardt die Verbindung Salicylessigsäureanhydrid („wasserfreie Salicylsäure-Essigsäure“). Als Gerhardt versuchte, den Feststoff in einer verdünnten Natriumcarbonatlösung aufzulösen, zerfiel er sofort in Natriumsalze von Salicylsäure und Essigsäure. 1859 erhielt ein österreichischer Chemiker, Hugo von Gilm, eine analysenreine Substanz Acetylsalicylsäure (die er acetylierte Salicylsäure nannte) durch eine Reaktion von Salicylsäure und Acetylchlorid. 1869 wiederholten Schröder, Prinzhorn und Kraut die Synthese von Gerhardt (aus Natriumsalicylat) und von Gilm (aus Salicylsäure) und kamen zu dem Schluss, dass beide Reaktionen dieselbe Verbindung ergaben – Acetylsalicylsäure. (Prinzhorn wird in der Arbeit die Durchführung der Experimente zugeschrieben.) Zunächst wurde die korrekte Struktur mit der Acetylgruppe, die an den phenolischen Sauerstoff gebunden ist, zugewiesen.
Nachdem Duisberg 1890 die Kontrolle über das Gesamtmanagement von Bayer übernommen hatte, begann er, das Arzneimittelforschungsprogramm des Unternehmens zu erweitern. Er gründete eine pharmazeutische Gruppe zur Herstellung neuer Arzneimittel unter der Leitung des ehemaligen Universitätschemikers Arthur Eichengrün und eine pharmakologische Gruppe zur Erprobung der Arzneimittel unter der Leitung von Heinrich Dreser (ab 1897, nach Zeiträumen unter Wilhelm Siebel und Hermann Hildebrandt). 1894 trat der junge Chemiker Felix Hoffmann der pharmazeutischen Gruppe bei. Dreser, Eichengrün und Hoffmann waren die Schlüsselfiguren bei der Entwicklung des Wirkstoffs Acetylsalicylsäure zum Medikament Aspirin (obwohl ihre jeweilige Rolle umstritten war).:65–68

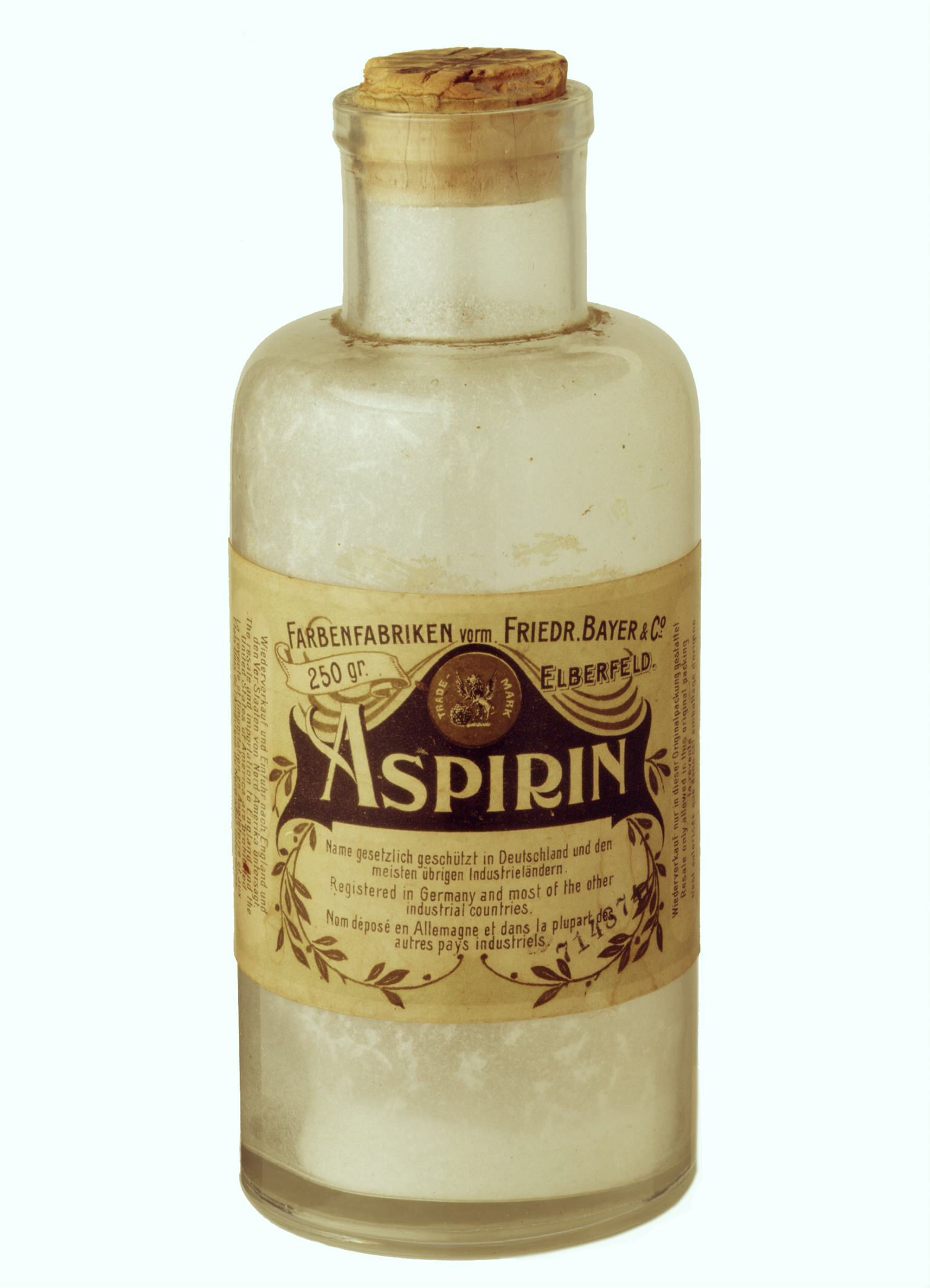
Aspirin-Fläschchen von Farbenfabriken vorm. Friedrich Bayer & Co., Elberfeld

1897 begann Hoffmann, einen weniger magenreizenden Ersatz für Salicylsäure zu suchen. Es wird allgemein angenommen, dass er sich dieser Idee zuwandte, weil sein Vater unter den Nebenwirkungen der Einnahme von Natriumsalicylat gegen Rheuma litt.: 68 Es ist wahrscheinlich, dass Hoffmann das tat, was die meisten Chemiker immer getan haben, indem er die Literatur studierte und die veröffentlichten Methoden nachahmte.: 70 Am 10. August 1897 fand Hoffmann gemäß seinen Laborheften schließlich eine bessere Methode zur Herstellung bzw. chemisch reinen Darstellung von ASS aus Salicylsäure mit Essigsäureanhydrid.: 69–71 : 25

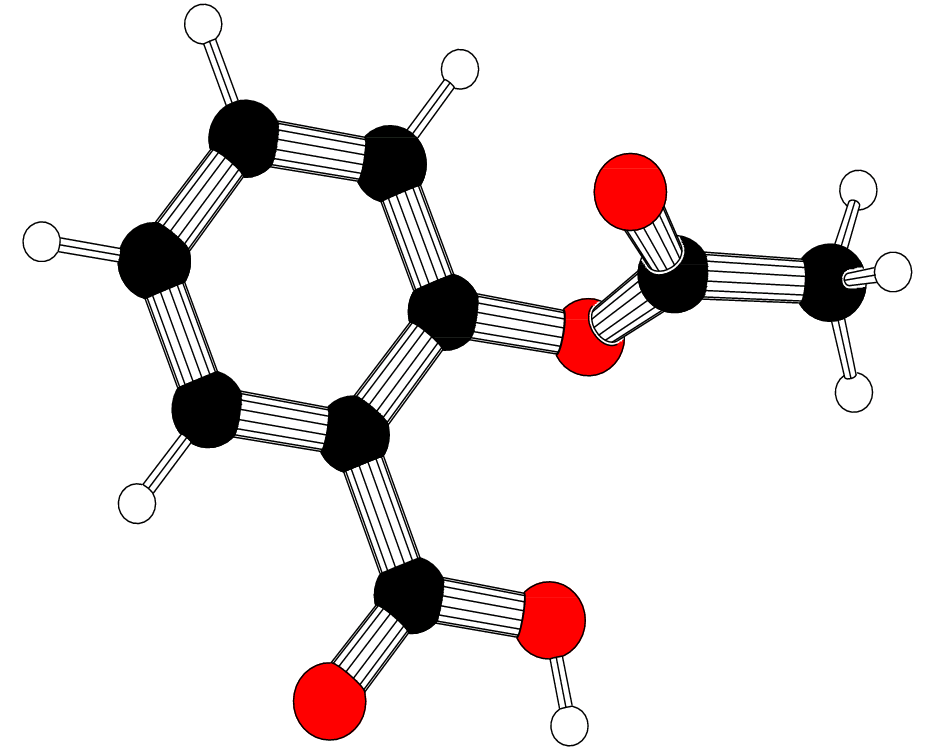
Strukturformel der Acetylsalicylsäure

Eichengrün schickte die ASS zum Testen an die Dresdner Pharmakologie-Gruppe. Die ersten Ergebnisse waren sehr positiv. Der nächste Schritt wäre normalerweise eine klinische Studie gewesen, aber Dreser lehnte eine weitere Untersuchung von ASS ab, da Salicylsäure den Ruf hatte, das Herz zu schwächen – möglicherweise eine Nebenwirkung der hohen Dosen, die häufig zur Behandlung von Rheuma angewendet werden. Dresers Gruppe war bald damit beschäftigt, Felix Hoffmanns nächsten chemischen Erfolg pharmakologisch zu erproben: Diacetylmorphin (das das Bayer-Team bald wegen des heroischen Gefühls, das es ihnen gab, als „Heroin“ bezeichnete). Eichengrün war frustriert über die Ablehnung des ASS durch Dreser und ging direkt zu Bayer-Repräsentant Felix Goldmann, um mit Ärzten Low-Profile-Studien zu vereinbaren. Obwohl die Ergebnisse dieser Studien ebenfalls sehr positiv waren und keine Berichte über die typischen Salicylsäure-Komplikationen vorlagen, lehnte Dreser dies immer noch ab. Carl Duisberg intervenierte jedoch und plante vollständige Tests. Bald räumte Dreser das Potenzial von ASS ein und Bayer beschloss, mit der Produktion fortzufahren. Dreser schrieb einen Bericht über die Ergebnisse, um das neue Medikament bekannt zu machen. Darin ließ er jegliche Erwähnung von Hoffmann oder Eichengrün aus. : 71–74  : 25–26:25–26 Er wäre auch der einzige der drei, der Lizenzgebühren für das Medikament erhielt (um es zu testen), da es nicht für ein Patent zugelassen war, und ein solches die Chemiker möglicherweise für die Herstellung des Arzneimittels angemeldet hatten. Viele Jahre lang schrieb er die Entdeckung der Acetylsalicylsäure jedoch ausschließlich Hoffmann zu. : 71–74 : 22–26

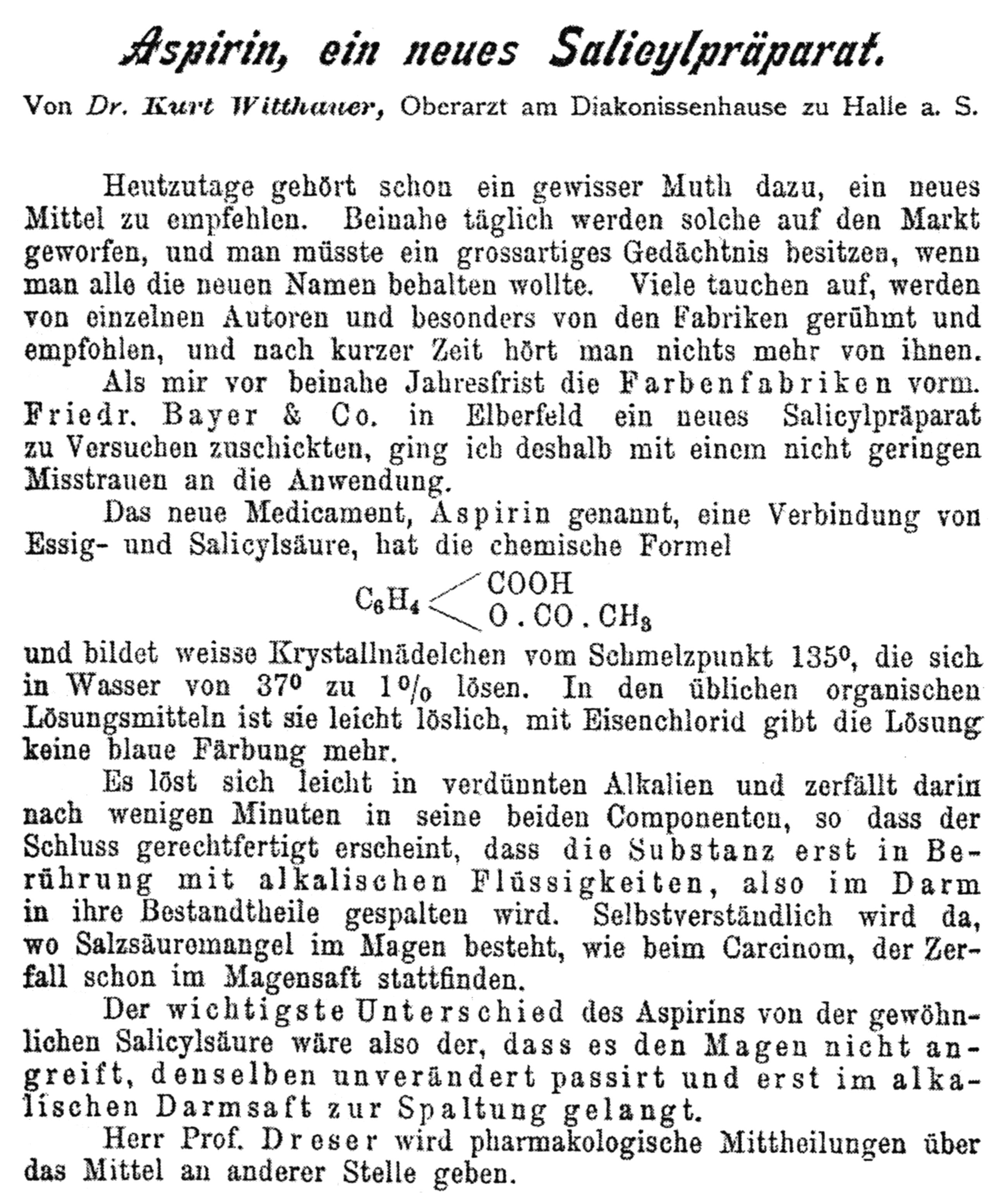
Titelblatt von Kurt Witthauers erstem klinischen Bericht über Aspirin

Kurt Witthauer war Leitender Oberarzt und Internist am Diakonissenhaus Halle/Saale und führte als erster eine klinische Studie der Substanz Acetylsalicylsäure durch. Er untersuchte die Wirkung des Medikaments an fünfzig Patienten und prägte den Namen Aspirin in der Fachwelt, indem er als erster einen wissenschaftlichen Bericht über die Anwendung von Acetylsalicylsäure publizierte.
Die Kontroverse darüber, wer in erster Linie für die Entwicklung von Aspirin verantwortlich war, breitete sich über weite Strecken des 20. Jahrhunderts bis in das 21. Jahrhundert aus. Obwohl der Ursprung der Acetylsalicylsäure in der akademischen Forschung lag und Bayer nicht der erste war, der es synthetisierte, beschrieb Bayer Hoffman ab 2016 immer noch als „Entdecker einer schmerzlindernden, fiebersenkenden und entzündungshemmenden Substanz“. Historiker und andere haben auch die frühen Berichte von Bayer über die Bayer-Synthese in Frage gestellt, wonach Hoffmann in erster Linie für den Bayer-Durchbruch verantwortlich war. 1949, kurz vor seinem Tod, schrieb Eichengrün einen Artikel mit dem Titel Fünfzig Jahre Asprin, in dem er behauptete, er habe Hoffmann den Zweck seiner Forschung nicht mitgeteilt, was bedeutete, dass Hoffmann lediglich den Forschungsplan von Eichengrün durchführte und dass das Arzneimittel ohne seiner Anleitung niemals auf den Markt gekommen wäre. Diese Behauptung wurde später durch Untersuchungen des Historikers Walter Sneader gestützt. Axel Helmstaedter, Generalsekretär der Internationalen Gesellschaft für Geschichte der Pharmazie bezweifelte die neuen Erkenntnisse Sneaders und stellte fest, dass mehrere frühere Artikel die Kontroverse von Hoffmann-Eichengrün im Detail diskutierten. Bayer konterte Sneader in einer Pressemitteilung, in der es hieß, Hoffmann und Eichengrün hätten die gleichen Positionen innegehabt und Eichengrün sei nicht Hoffmanns Vorgesetzter gewesen. Hoffmann wurde im US-Patent als Erfinder genannt, was Sneader nicht erwähnte. Eichengrün, der Bayer 1908 verließ, hatte mehrere Möglichkeiten, seine Erstbeschreibung in Anspruch zu nehmen, hatte dies jedoch nie vor 1949 getan. Er hat auch keine Tantiemen des Gewinns aus dem Verkauf von Aspirin beansprucht oder erhalten.

### Benennung des Arzneimittels

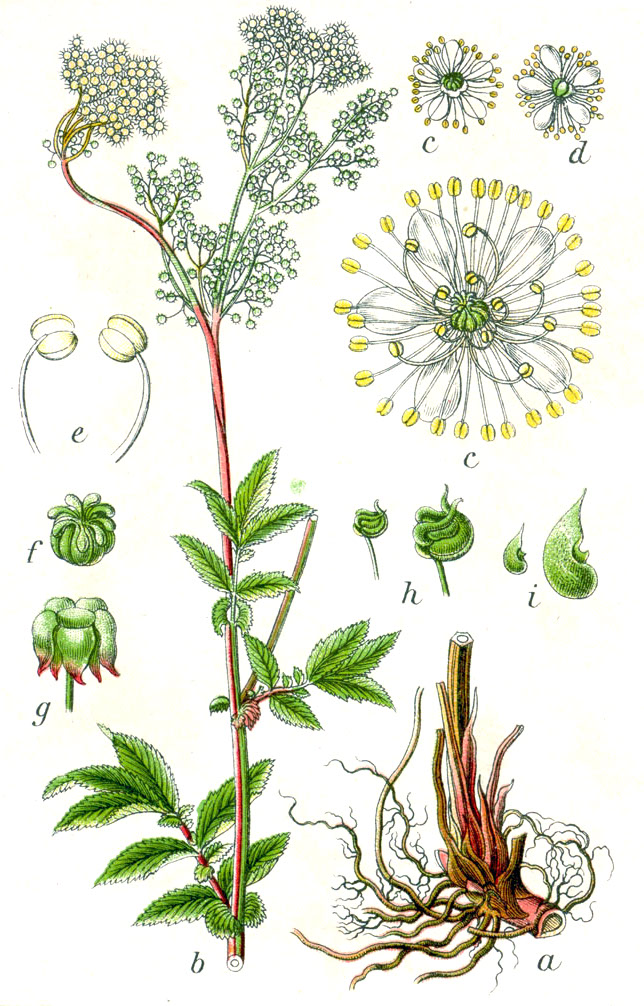
Spirea oder Mädesüß enthält Spirsäure (Salicylsäure) und ist ein Namensbestandteil von Aspirin.

Der Name Aspirin leitet sich vom Namen der chemischen ASS – Acetylspirsäure ab. Spirsäure (Salicylsäure) wurde von der Pflanze Spirea ulmaria abgeleitet.: 40 Aspirin entstand als Buchstabenkombination aus einem „A“ – für die Acetylierung, „spir“ – von Spirsäure und der Endung „in“ – als typisches Ende eines Medikamentennamens, um die komplizierte Bezeichnung Acetylsalicylsäure zu vereinfachen. In der letzten Abstimmungsrunde über Namensvorschläge bei Bayer, waren noch zwei Bezeichnungen im Rennen: Aspirin und Euspirin. Bei „Aspirin“ wurde befürchtet, es könnte Kunden an „Aspiration“ („sich verschlucken“) erinnern, aber Arthur Eichengrün argumentierte, dass altgriechisch εὖ eu – (in der altgriechischen Bedeutung „gut“) unangemessen sei, weil es normalerweise eine Verbesserung gegenüber einer früheren Version eines ähnlichen Medikaments bezeichnen würde. Da die Substanz selbst bereits bekannt war, wollte Bayer den neuen Namen verwenden, um das Medikament als etwas Neues zu etablieren. Im Januar 1899 einigte man sich auf „Aspirin“.: 73: 27

### Rechte und Verkauf

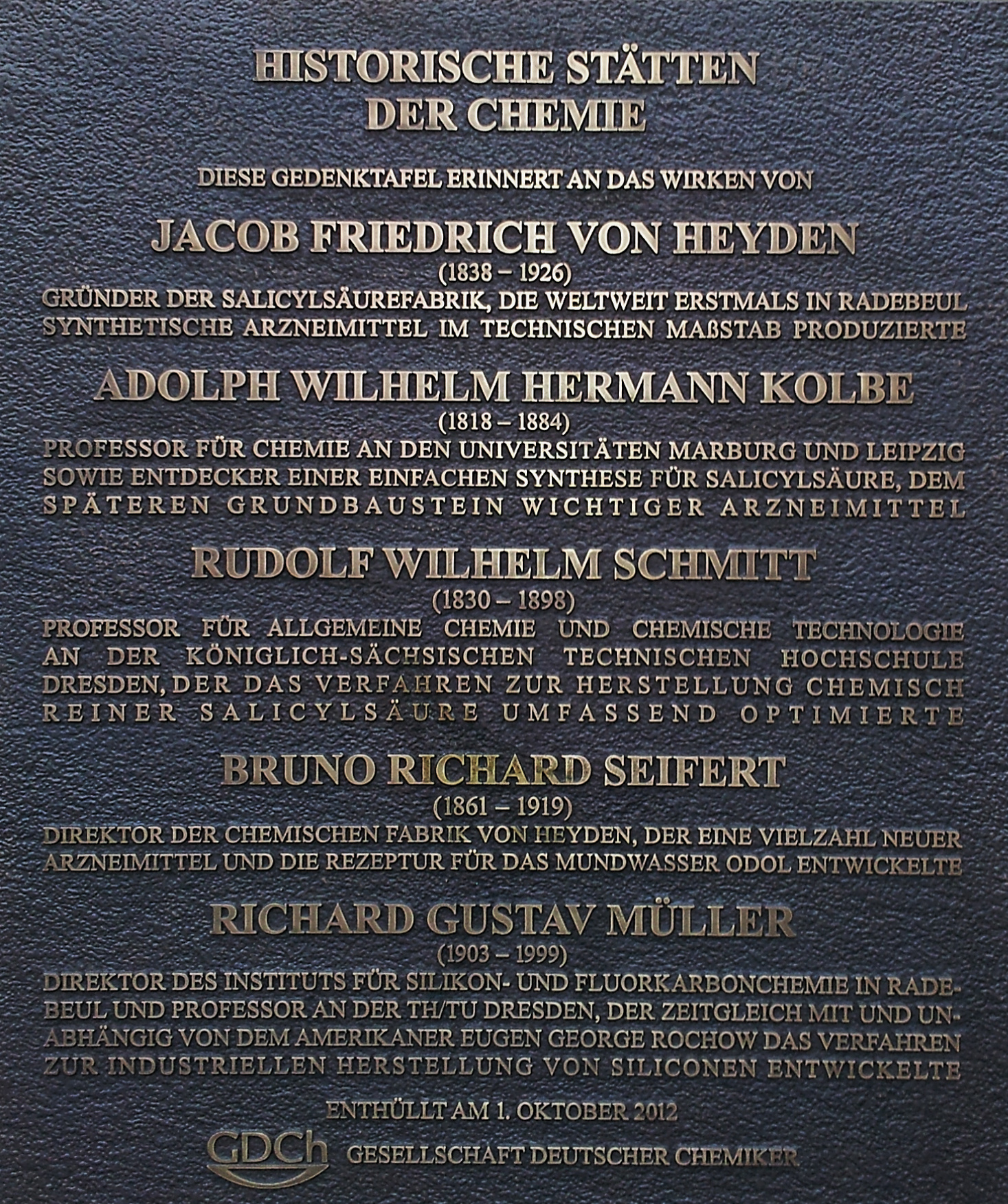
Gedenktafel am Haupthaus der sächsischen Salicylsäure-Fabrik Dr. F. v. Heyden (Historische Stätten der Chemie 2012)

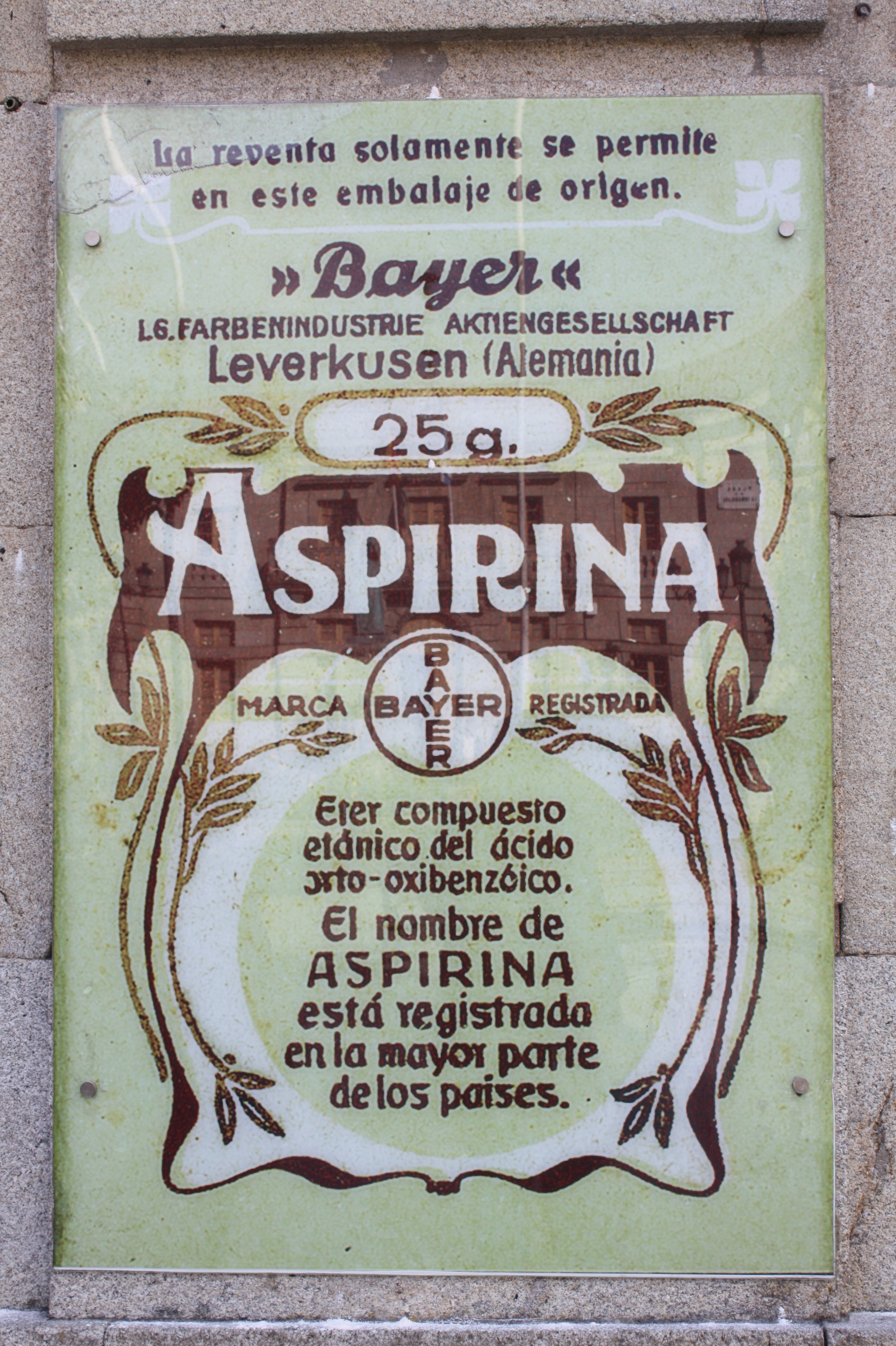
Anzeige von Aspirin an einer Apotheke in der galizischen Stadt Tui

Unter der Führung von Carl Duisberg war Bayer fest entschlossen, die Standards von verschreibungspflichtigen Medikamenten zu befolgen, die nur in einer Apotheke erhältlich waren. Eine Direktwerbung an Verbraucher, sogenannte OTC-Medikamente wurde von vielen medizinischen Organisationen entschieden abgelehnt. Daher beschränkte sich Bayer darauf, Aspirin direkt an Ärzte zu vermarkten.: 80–83 Der Markenname Aspirin wurde am 6. März 1899 in die Warenzeichenrolle des seit 1877 bestehenden Kaiserlichen Patentamtes in Berlin für die Farbenfabriken vorm. Friedr. Bayer & Co. eingetragen. Als die Produktion von Aspirin im Jahr 1899 begann, sandte Bayer hierfür kleine Päckchen des Arzneimittels an Ärzte, Apotheker und Krankenhäuser, informierte sie über die Verwendung von Aspirin und ermutigte sie, Informationen über die Wirkung und Wirksamkeit des Arzneimittels zu veröffentlichen. Als positive Ergebnisse eintrafen und die Begeisterung zunahm, bemühte sich Bayer, wo immer möglich, um Patent- und Markenrechte. Es war in Deutschland nicht patentfähig, da die sächsische Salicylsäure-Fabrik Dr. F. v. Heyden in Radebeul den Wirkstoff bereits großindustriell herstellte und als Medikament verkaufte (Name Acetylin), wofür sie 2012 als eine der Historischen Stätten der Chemie der Gesellschaft Deutscher Chemiker ernannt wurde. Aspirin wurde in Großbritannien (eingereicht am 22. Dezember 1898) und in den Vereinigten Staaten (US-Patent 644.077, erteilt am 27. Februar 1900) patentiert. Das britische Patent wurde 1905 nach einer Patentklage durch die Chemische Fabrik von Heyden aufgehoben, das amerikanische Patent wurde ebenfalls juristisch angegriffen, aber letztendlich bestätigt.: 77–80
Angesichts des wachsenden legalen und illegalen Wettbewerbs um das weltweit vermarktete ASS setzte sich Bayer dafür ein, die Verbindung zwischen Bayer und Aspirin zu festigen. Eine Strategie, die entwickelt wurde, bestand darin, von der Auslieferung von Aspirinpulver an Apotheker, die daraus Tablette pressten oder es in abgepackten Pulvertütchen abgaben, auf die Verteilung standardisierter Tabletten umzustellen – komplett mit dem unverwechselbaren Bayer-Kreuz-Logo. 1903 gründete das Unternehmen eine amerikanische Tochtergesellschaft mit einer umgebauten Fabrik in NY Rensselaer, um Aspirin für den amerikanischen Markt zu produzieren und keine Einfuhrzölle bezahlen zu müssen. Bayer verklagte die ausgemachten Patentverletzer und Schmuggler. Die Versuche des Unternehmens, an seinen Aspirin-Verkäufen festzuhalten, stießen auf Kritik von betrügerischen Journalisten und der American Medical Association, insbesondere nach dem Pure Food and Drug Act von 1906, der verhinderte, dass markenrechtlich geschützte Medikamente in den Vereinigten Staaten in der United States Pharmacopeia (vergleichbar mit der Roten Liste) gelistet wurden. Bayer listete ASS mit einem absichtlich verschachtelten Gattungsnamen „monoacetic acid ester of salicylic acid“ (Monoessigsäureester der Salicylsäure) auf, um Ärzte davon abzuhalten, sich auf etwas anderes als Aspirin zu beziehen.: 28–31

## Erster Weltkrieg und Aspirin

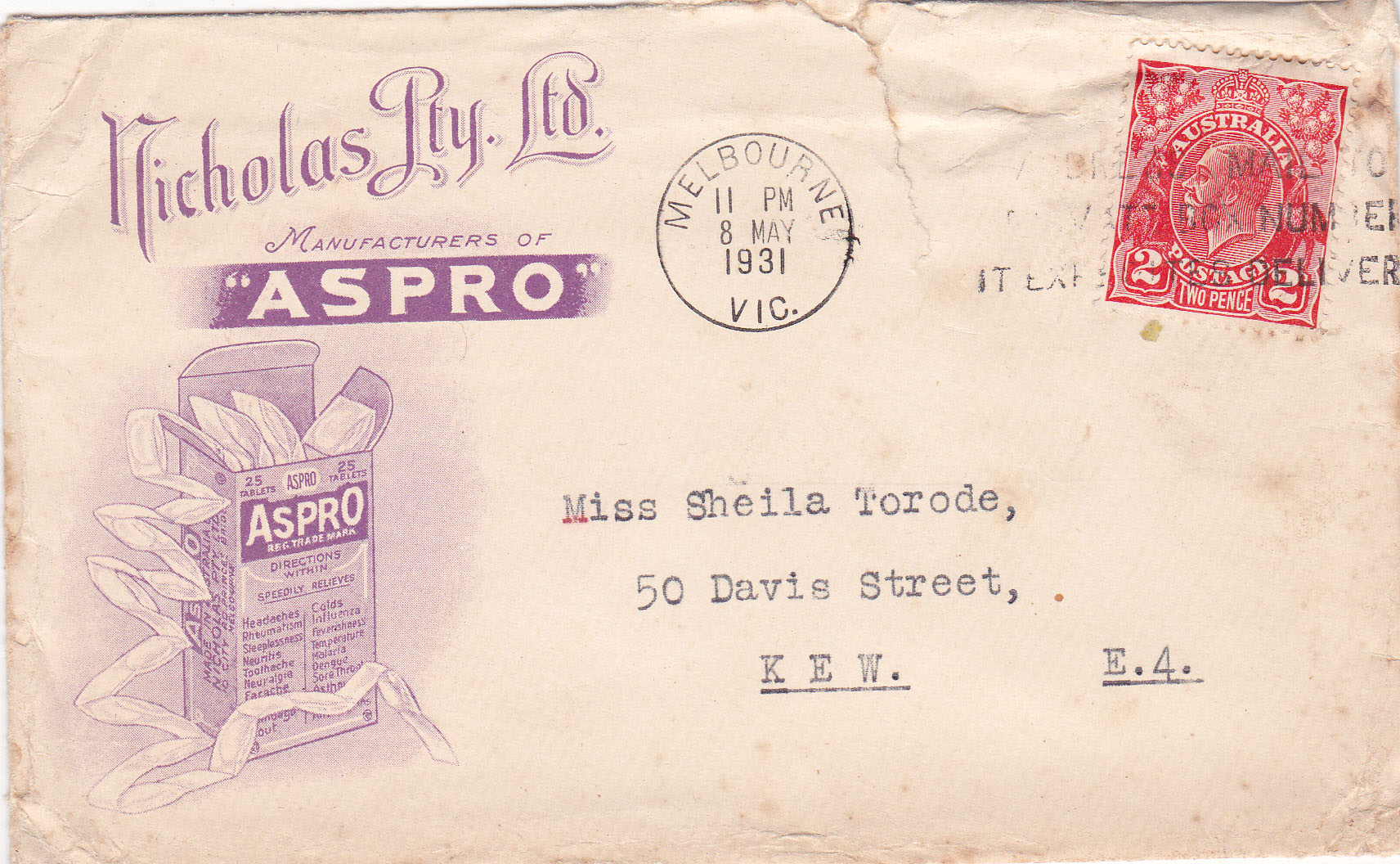
Umschlag der Fa. Nicholas Pty Ltd of Melbourne, Victoria, Australia mit Werbung für ihr ASS-Produkt

Bis zum Ausbruch des Ersten Weltkrieges im Jahr 1914 war Bayer in allen wichtigen Märkten der Konkurrenz durch lokale ASS-Hersteller sowie andere deutsche Arzneimittelhersteller (insbesondere Heyden und Hoechst) ausgesetzt. Der britische Markt wurde sofort für die deutschen Unternehmen gesperrt, aber die britische Fertigung konnte die Nachfrage nicht befriedigen – insbesondere mit Phenol-Vorräten, die für die ASS-Synthese erforderlich sind und hauptsächlich für die Herstellung von Sprengstoffen verwendet werden. Am 5. Februar 1915 wurden die britischen Marken von Bayer ungültig, so dass jedes Unternehmen den Begriff „Aspirin“ verwenden konnte. Der australische Markt wurde von Aspro („Aspirin protectAspro“) übernommen, nachdem die Hersteller von Nicholas-Aspirin ein kurzlebiges Recht auf den Namen Aspirin verloren hatten. In den Vereinigten Staaten befand sich Bayer immer noch unter deutscher Kontrolle – obwohl der Krieg die Verbindungen zwischen dem amerikanischen Bayer-Werk und der deutschen Bayer-Zentrale unterbrochen hatte. Dennoch drohte der Phenolmangel die Aspirinproduktion auf ein Minimum zu reduzieren und Importe über den Atlantik wurden von der Royal Navy blockiert.: 97–110

### Die große Phenol-Verschwörung

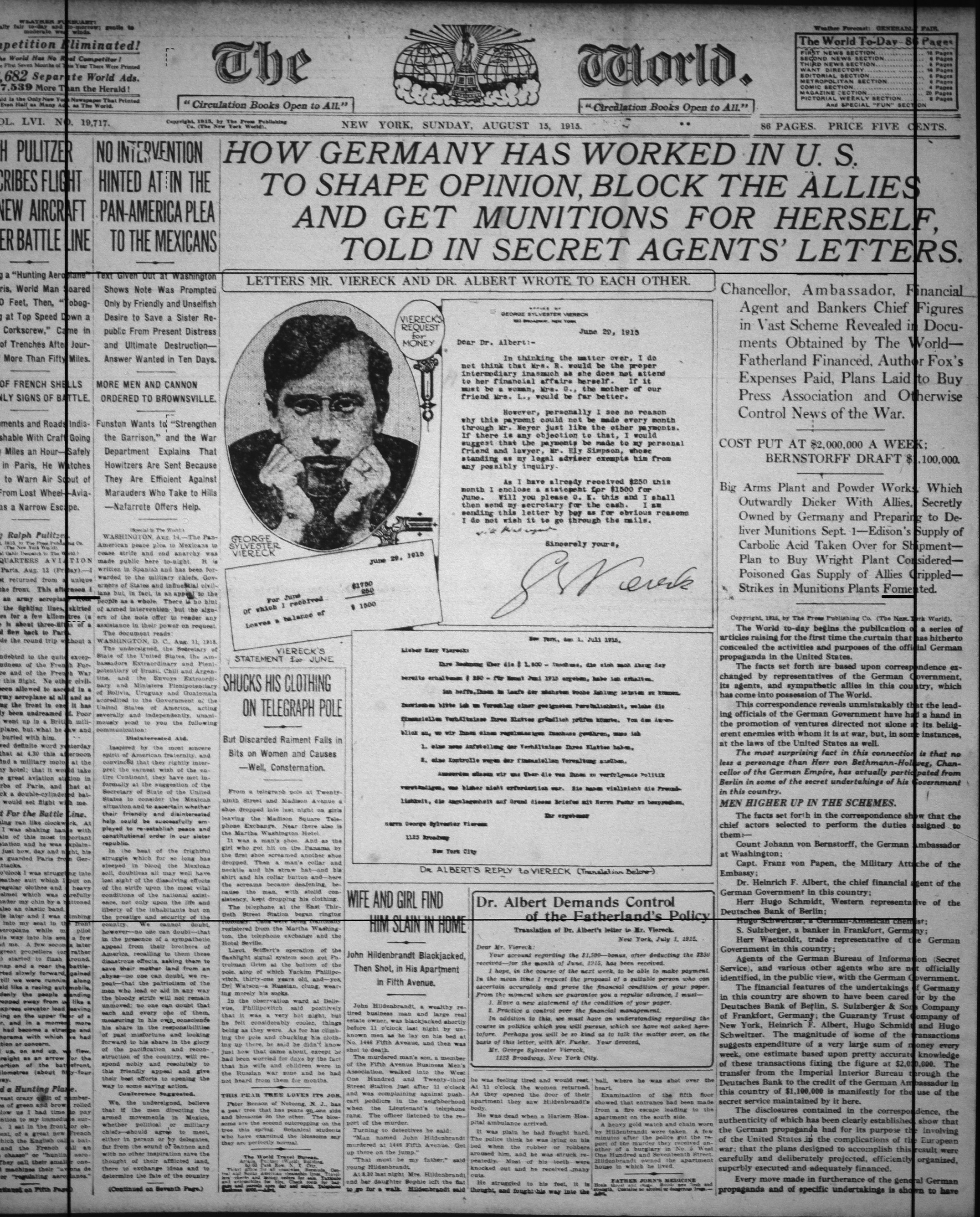
Die Ausgabe der New York World vom 15. August 1915 brachte die Nachricht von der großen Phenol-Verschwörung und anderen Geheimaktionen, die von Johann Heinrich von Bernstorff und Heinrich Friedrich Albert organisiert wurden.

Um das Phenol für die Aspirinproduktion zu sichern und gleichzeitig indirekt die deutschen Kriegsanstrengungen zu unterstützen, haben deutsche Agenten in den USA das orchestriert, was als Great Phenol Plot (große Phenol-Verschwörung) bekannt wurde. Bis 1915 stieg der Phenolpreis so stark an, dass die Aspirin-Fertigungsanlage von Bayer gezwungen war, die Produktion drastisch zu drosseln. Dies war besonders problematisch, da Bayer eine neue Markenstrategie einführte, um das Auslaufen des Aspirin-Patents in den USA vorzubereiten. Thomas Alva Edison, der Phenol brauchte, um seine Schallplatten herzustellen, war auch mit Versorgungsproblemen konfrontiert. Als Reaktion darauf schuf er eine Phenolfabrik, in der zwölf Tonnen pro Tag abgepumpt werden können. Edisons überschüssiges Phenol schien für die Produktion von Trinitrophenol bestimmt zu sein. : 39–41 : 109–113
Obwohl die Vereinigten Staaten bis April 1917 offiziell neutral blieben, unterstützten sie die Alliierten zunehmend durch Handel. Um dem entgegenzuwirken, wurden der deutsche Botschafter Johann Heinrich von Bernstorff und sein Handelsattaché Heinrich Friedrich Albert beauftragt, die amerikanische Industrie zu untergraben und die öffentliche Unterstützung für Deutschland aufrechtzuerhalten. Einer ihrer Agenten war ein ehemaliger Bayer-Mitarbeiter, Hugo Schweitzer.: 38–39 Schweitzer schloss einen Vertrag mit einer Frontfirma namens Chemical Exchange Association ab, um das gesamte überschüssige Phenol von Edison zu kaufen. Ein Großteil des Phenols würde an die amerikanische Tochtergesellschaft der Chemischen Fabrik v. Heyden gehen. Heyden war der Lieferant von Bayer-Salicylsäure für die Aspirinherstellung. Bis Juli 1915 verkauften Edisons Werke ungefähr drei Tonnen Phenol pro Tag an Schweitzer. Die Salicylsäure-Produktion von Heyden war bald wieder in Betrieb und die Aspirin-Anlage von Bayer lief ebenfalls.: 40–41
Das Komplott dauerte nur wenige Monate. Am 24. Juli 1915 wurde Heinrich Alberts Aktentasche, die Dokumente über die Phenol-Verschwörung enthielt, in der New Yorker U-Bahn von einem Agenten des amerikanischen Secret Service entwendet. Obwohl die Aktivitäten nicht illegal waren – die Vereinigten Staaten waren noch offiziell neutral und handelten noch mit Deutschland – wurden die Dokumente bald an die New York World, eine antideutsche Zeitung, weitergegeben. Die New York World veröffentlichte am 15. August 1915 ein Exposé. Der öffentliche Druck zwang Schweitzer und Edison bald, das Komplott zu beenden, worauf Edison sein überschüssiges Phenol an das US-Militär schickte. Zu diesem Zeitpunkt hatte der Deal über zwei Millionen Dollar gekostet und es gab bereits genug Phenol, um das Bayer-Aspirin-Werk am Laufen zu halten. Der Ruf von Bayer erlebte nunmehr einen großen Erfolg, als sich das Unternehmen auf eine Werbekampagne vorbereitete, um die Verbindung zwischen Aspirin und der Marke Bayer zu sichern.: 113–114

### Bayer verliert ausländische Beteiligungen

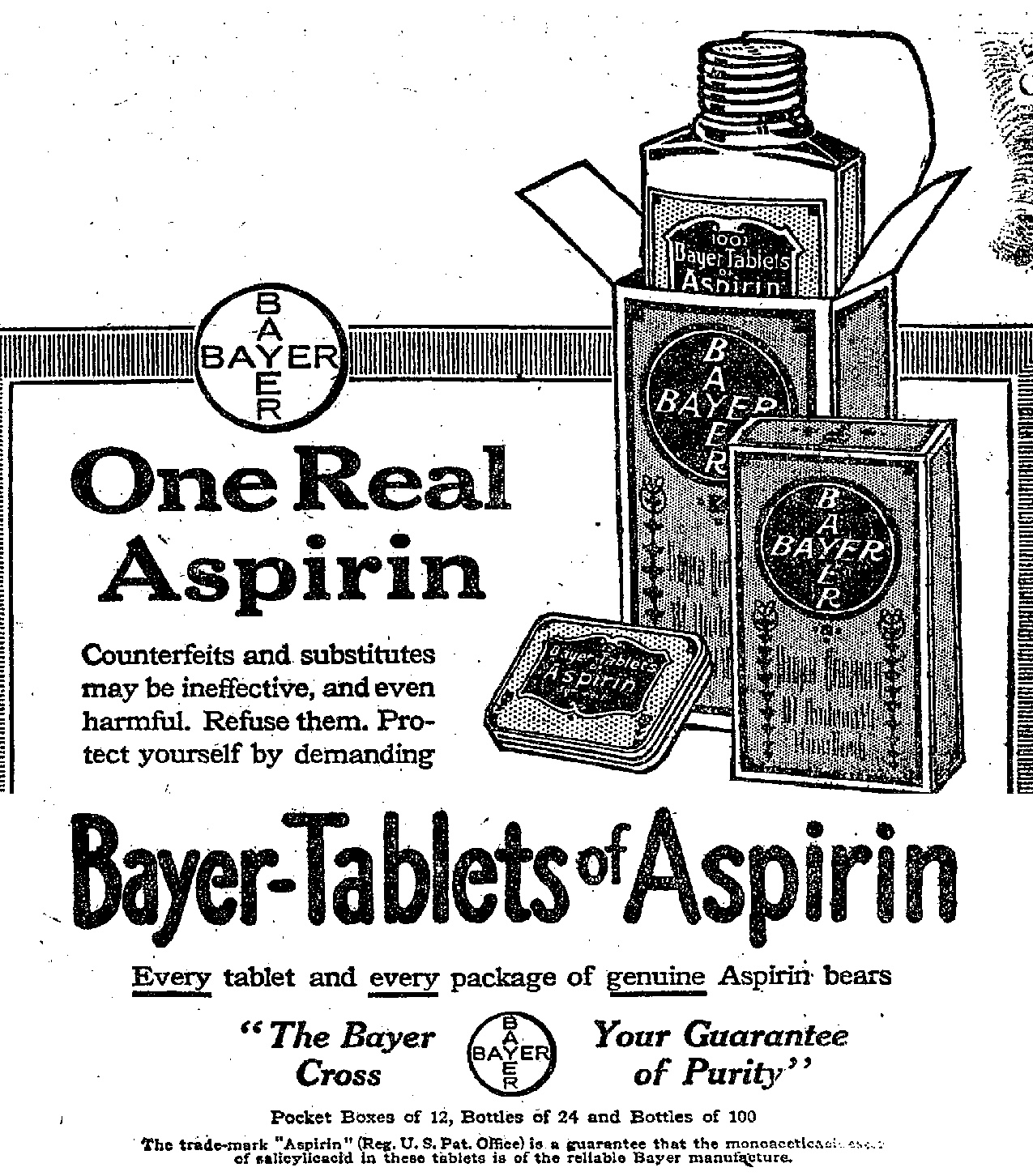
Bayer begann unmittelbar vor Ablauf des Aspirin-Patents mit der Werbung für amerikanische Verbraucher. In dieser Anzeige aus der New York Times vom 19. Februar 1917 wird Bayer als „One Real Aspirin“ im Hinblick auf den rechtlichen Wettbewerb auf dem amerikanischen Markt hervorgehoben.

Ab 1915 gründete Bayer eine Reihe von Briefkastengesellschaften und Tochtergesellschaften in den Vereinigten Staaten, um sich gegen die Möglichkeit abzusichern, die Kontrolle über seine amerikanischen Vermögenswerte zu verlieren, falls die USA in den Krieg eintreten sollten, und um Bayer andere Marktsegmente zu erschließen (z. B. die Produktion von Armeeuniformen). Nachdem die USA im April 1917 Deutschland den Krieg erklärt hatte, wurde das Office of Alien Property Custodian gegründet, eine Behörde zur Kontrolle des Eigentums von Kriegsgegnern. Als Behördenleiter begann A. Mitchell Palmer, Nachforschungen über deutsche Unternehmen anzustellen, und wandte sich bald Bayer zu. Um nicht alle Gewinne und Vermögenswerte an die Regierung abgeben zu müssen, hatte das Bayer-Management den Lagerbestand in ein neues Unternehmen verlagert, das sich nominal im Besitz von Amerikanern befand, jedoch von den deutsch-amerikanischen Bayer-Führern kontrolliert wurde. Palmer deckte jedoch bald diesen Plan auf und beschlagnahmte alle amerikanischen Beteiligungen von Bayer. Nachdem der Trading with the Enemy Act geändert worden war, um den Verkauf dieser Bestände zu ermöglichen, versteigerte die Regierung das Rensselaer-Werk und alle amerikanischen Patente und Marken von Bayer, einschließlich des Markennamens von Bayer und des Bayer-Kreuzlogos. Es wurde von einem Arzneimittelunternehmen, Sterling Drug, Inc., gekauft.: 42–49 Die Rechte an Bayer-Aspirin und die US-amerikanischen Rechte an dem Namen Bayer incl. dem Kreuzlogo und den sonstigen Marken wurden 1994 für eine Milliarde US-Dollar durch die Bayer AG zurückgekauft.

## Zwischenkriegsjahre
Mit dem Auftreten der tödlichen Pandemie der spanischen Grippe im Jahr 1918 sicherte sich die Acetylsalicylsäure den Ruf als eines der stärksten und wirksamsten Arzneimittel im Arzneimittelverzeichnis der damaligen Zeit. Seine fiebersenkenden Eigenschaften gaben vielen kranken Patienten genug Kraft, um die Infektion zu bekämpfen. Große und kleine Pharmaunternehmen sicherten sich die Verbundenheit der Ärzte und der Öffentlichkeit – wenn sie nur genug ASS herstellen oder kaufen konnten, um die Nachfrage zu befriedigen. Trotzdem glaubten einige Leute, dass die Deutschen die spanische Grippe in Bayer-Aspirin steckten und die Pandemie als Kriegstaktik auslösten.: 136–142

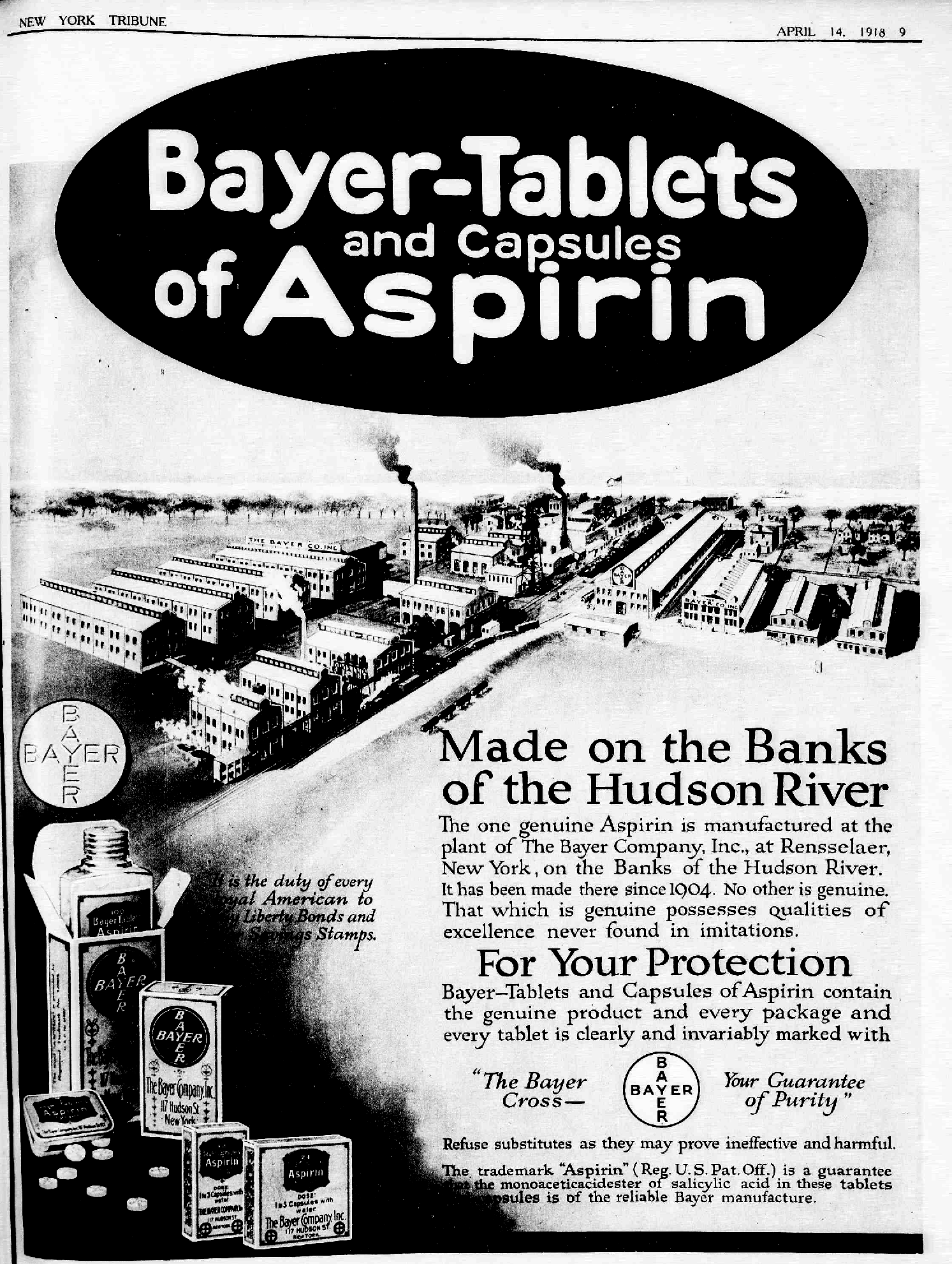
Zeitungsanzeige für Bayer Aspirin vom April 1918. Das Patent für Aspirin ist abgelaufen. Bayer hatte weiterhin die Kontrolle über die Marke Aspirin, die am unteren Rand der Anzeige zu sehen ist. Die Anzeige enthält einen „patriotischen“ Slogan, um Kriegsanleihen zu kaufen. Sie zeigt auch die Fabrik im Staat New York.

Das US-amerikanische ASS-Patent lief 1917 aus, aber Sterling Drug besaß die Marke „Aspirin“, die der einzige häufig verwendete Begriff für das Medikament war. Bei einem Rechtsstreit zwischen der amerikanischen Bayer und der United Drug Company zur Marke „Aspirin“ stellte der Richter fest, dass im Vertrieb an Endkonsumenten „Aspirin“ mittlerweile zum Gattungsname für acetylsalicylsäurehaltige Medikamente geworden sei, allerdings sei die Marke noch wirksam beim Verkauf an Großhändler und Apotheker. Mit der schnell wachsenden Nachfrage nach der spanischen Grippe wurden in den USA bald Hunderte von „Aspirin“-Marken angeboten.: 151–152

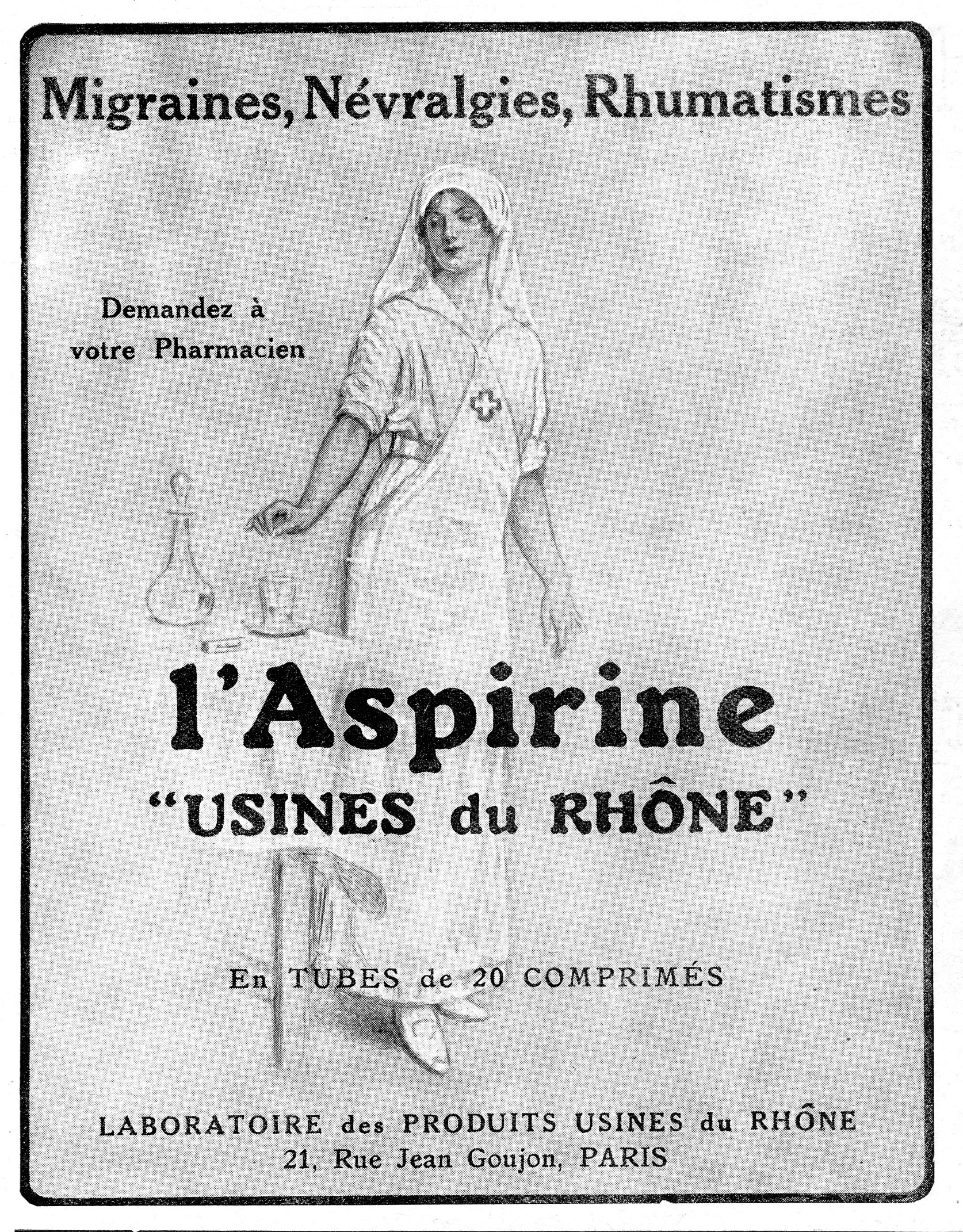
l'Aspirine (1923) der Usines du Rhône, einen Vorgängerunternehmen von Sanofi

Nach dem Ersten Weltkrieg wurde Bayer im Rahmen des Versailler Vertrags gezwungen, die Rechte an der Marke Aspirin für das Gebiet der Siegermächte USA, Frankreich und Großbritannien aufzugeben. In den USA beschlagnahmte die US-Behörde „Alien Property Custodian“ mit dem US-Kriegseintritt schon 1917 das Pharmaunternehmen. Es wurde zwei Jahre später an Sterling Drug für 5,3 Mio. US-Dollar verkauft, inklusive der Markenrechte und den Namensrechten am Firmennamen incl. des Bayer-Logos. Sterling Drug übernahm auch die kanadischen Vermögenswerte von Bayer sowie das Eigentum an der Marke Aspirin, die in Kanada ebenso wie in weiten Teilen der Welt weiterhin gültig ist. In den USA war der Name „Aspirin“ durch einen Gerichtsbeschluss im Jahr 1921 gemeinfrei geworden wurde.
Sterling Drug, das mit dem gesamten geistigen Eigentum von Bayer in den USA ausgestattet war, versuchte, die Vorteile seiner neuen Marke so schnell wie möglich zu nutzen, bevor die Übernahme von generischen ASS-Präparaten begann. Ohne deutsches Know-how, um das Rensselaer-Werk zur Herstellung von Aspirin und anderen Bayer-Arzneimitteln zu betreiben, verfügten sie jedoch nur über eine begrenzte Aspirinversorgung und waren der Konkurrenz durch andere Unternehmen ausgesetzt. Sterling-Präsident William E. Weiss hatte Ambitionen, Bayer-Aspirin nicht nur in den USA zu verkaufen, sondern auch im Ausland mit dem deutschen Bayer-Konzern zu konkurrieren. Unter Ausnutzung der Verluste, die Farbenfabriken Bayer (die deutsche Bayer-Gesellschaft) durch die Wiedergutmachungsbestimmungen des Vertrags von Versailles erlitten, schloss Weiss ein Abkommen mit Carl Duisberg über die Anteilsgewinne in Amerika, Australien, Südafrika und Großbritannien für die meisten Bayer-Medikamente als Gegenleistung für die technische Unterstützung bei der Herstellung der Medikamente.: 144–150

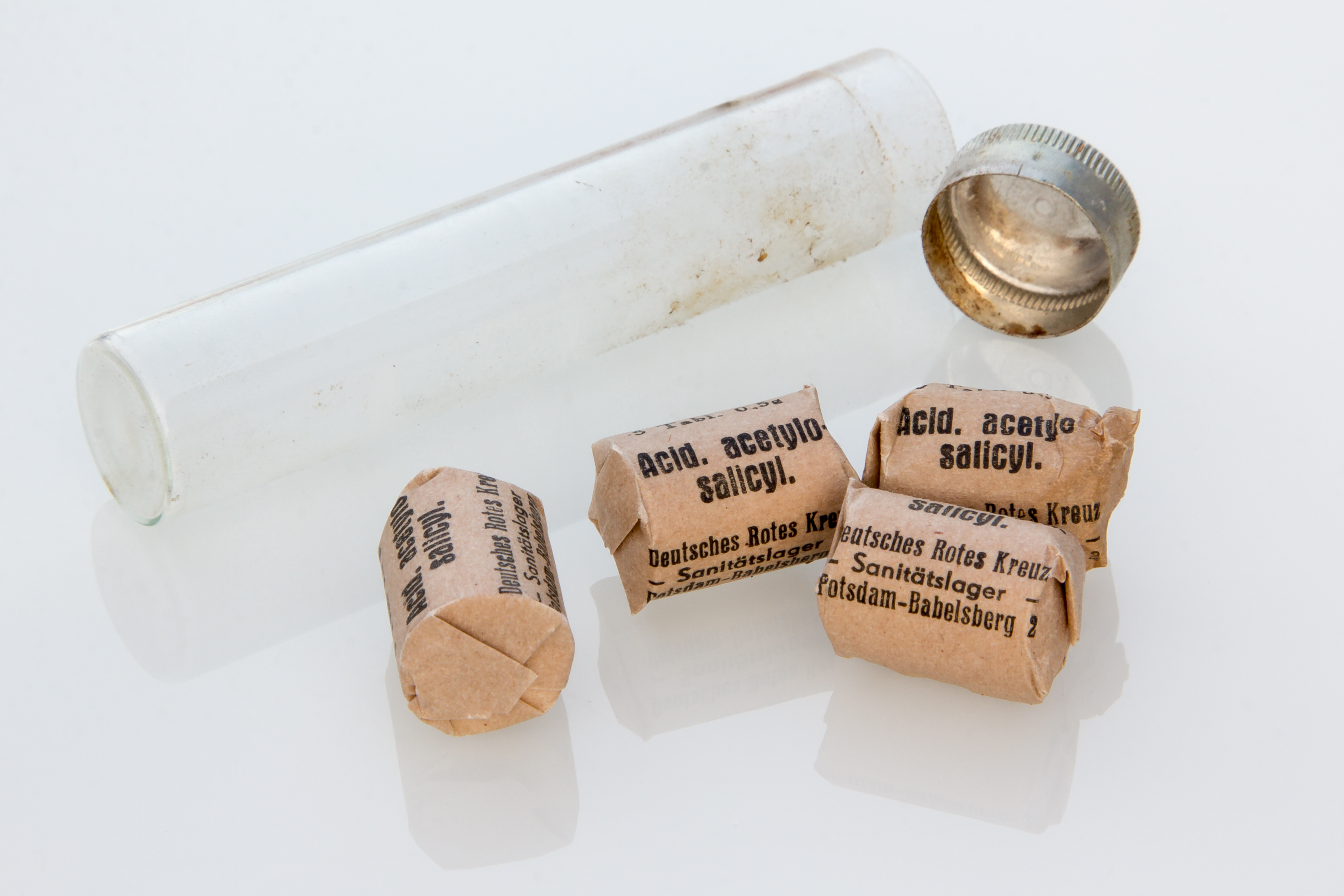
Röhrchen mit ASS des Deutschen Roten Kreuzes, wie es während des Zweiten Weltkriegs verwendet wurde

Bayer kaufte 1994 die nordamerikanische OTC-Sparte von Sterling Winthrop vom damaligen Eigentümer Kodak für eine Milliarde Dollar und stellte dadurch das Eigentum an dem Namen Bayer und der Marke Bayer in den USA und Kanada sowie das Eigentum an der Marke Aspirin wieder her, einschließlich des Warenzeichen in Kanada.

### Marktdiversifikation für Acetylsalicylsäure

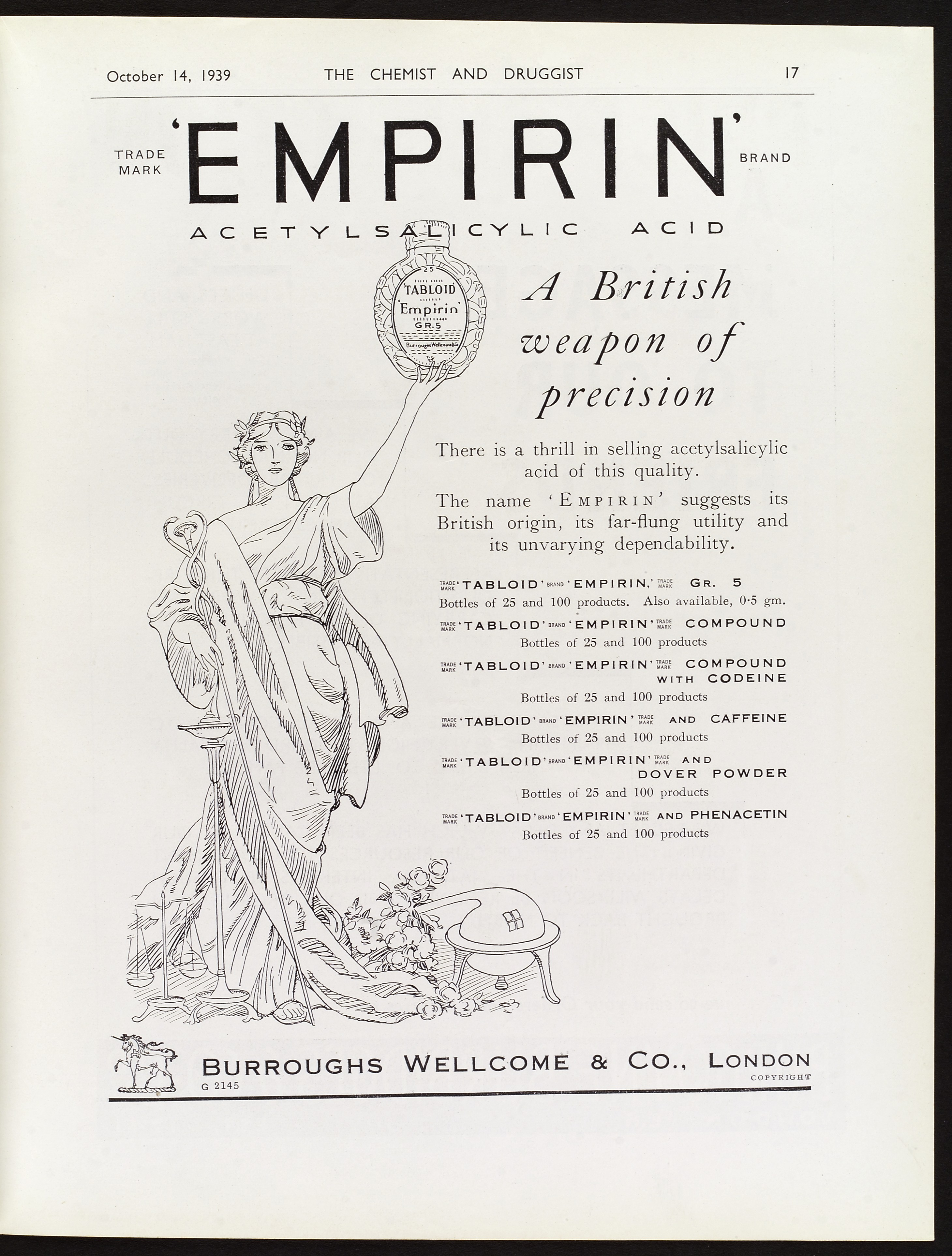
Empirin 1939

Zwischen dem Ersten Weltkrieg und dem Zweiten Weltkrieg traten viele neue Aspirin-Marken und ASS-basierte Produkte auf den Markt. Das australische Unternehmen Nicholas Proprietary Limited baute durch die aggressive Marketingstrategie von George Davies eine globale Marke mit besonderer Stärke in Australien, Neuseeland und Großbritannien auf.: 153–161 So entstanden amerikanische Marken wie Burtons Aspirin, Molloys Aspirin, Cal-Aspirin und St. Joseph Aspirin, die mit dem amerikanischen Bayer konkurrierten, während neue Produkte wie Cafaspirin (Aspirin mit Coffein) und Alka-Seltzer (eine lösliche Mischung aus Aspirin, Natriumbikarbonat und Zitronensäure) ASS für neue Indikationen einsetzen.: 161–162 1925 wurde die Deutsche Bayer ein Teil der IG Farben, eines Konglomerats ehemaliger Farbstoff-Firmen. Die Aspirin-Marken von IG Farben, in Lateinamerika das coffeinhaltige Cafiaspirina und die von Sterling betreuten Produkte konkurrierten mit weniger teuren ASS-Produkten wie zum Beispiel Geniol.:78, 90

## Konkurrenz durch neue Arzneimittel

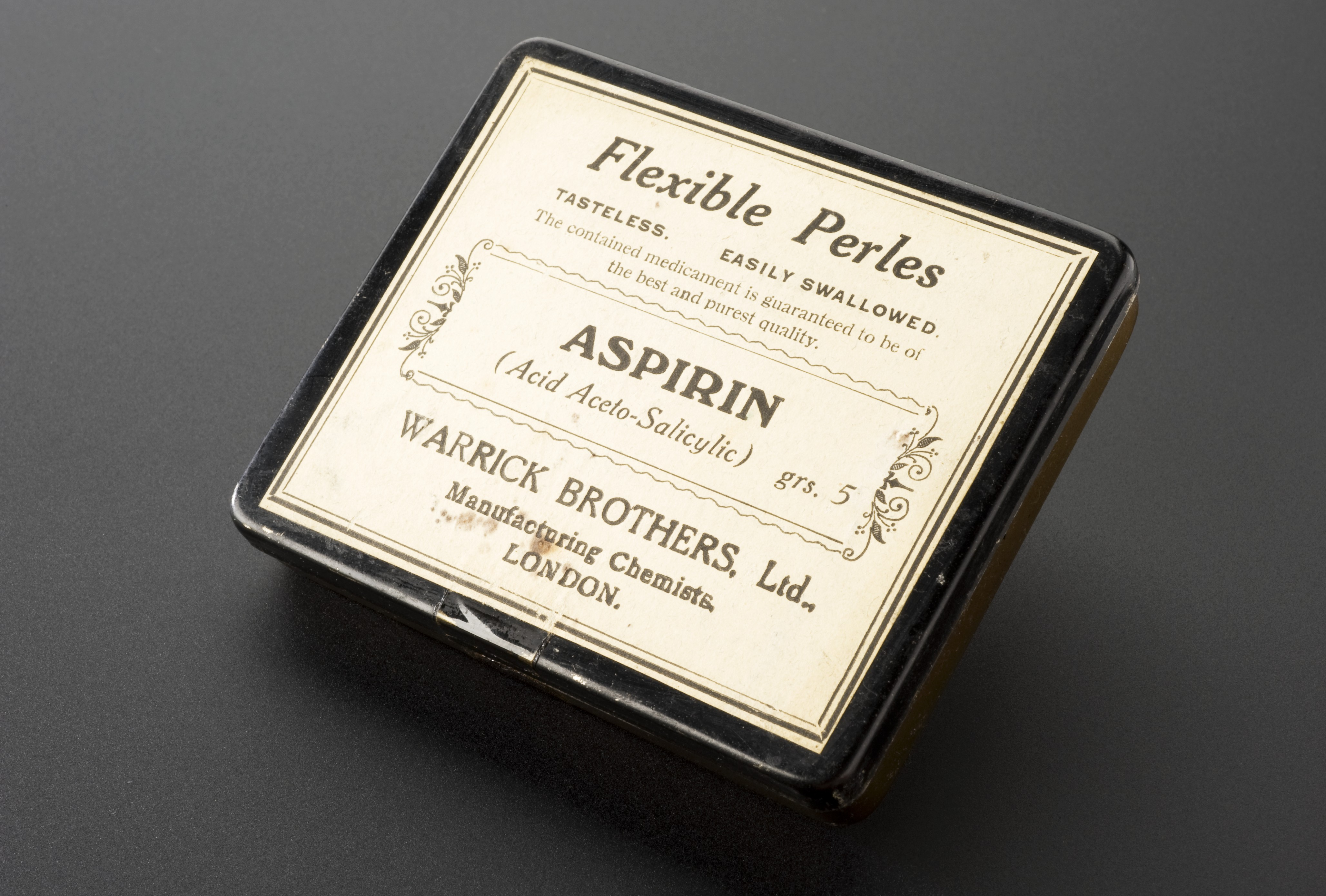
Aspirin/Acetylsalicylsäure-Tablettenpackung von Warrick Bros Ltd, England

Nach dem Zweiten Weltkrieg, als das Konglomerat IG Farben wegen seiner zentralen Rolle im NS-Regime demontiert wurde, kaufte Sterling Products die Hälfte von Bayer Ltd, der britischen Bayer-Tochter, die vorher von IG Farben gehalten wurde. Aufgrund der Konkurrenz durch Aspro, Disprin (ein lösliches ASS-Medikament) und andere Marken machte Bayer-Aspirin jedoch nur einen kleinen Teil des britischen Marktes für Acetylsalicylsäure aus. Die Bayer AG suchte nach neuen Schmerzmitteln, um im Wettbewerb besser bestehen zu können. Nach mehreren mäßig erfolgreichen, zusammengesetzten Medikamenten (zum Beispiel Anadin und Excedrin), die hauptsächlich ASS verwendeten, ordnete Bayer-Ltd-Manager Laurie Spalton eine Untersuchung eines Stoffes an, den Wissenschaftler in Yale 1946 gefunden hatten, das metabolisch aktive Derivat von Acetanilid: Acetaminophen. Nach klinischen Studien brachte Bayer Ltd (UK) 1956 Paracetamol als Panadol auf den Markt.: 205–207 Die Muttergesellschaft Sterling Products vermarktete Panadol jedoch weder in den USA noch in anderen Ländern, in denen Bayer-Aspirin den ASS-Markt noch beherrschte.
In der DDR und später in den neuen Bundesländern wurde Acetylsalicylsäure unter dem Handelsnamen Acesal des Herstellers Dr. Kade Pharmazeutische Fabrik aus Berlin in verschiedenen Konzentrationen vertrieben, das auch als „Ost-Aspirin“ bekannt ist. Es ist nach wie vor als Acesal 500 im Handel. Dr. Kade hatte 2013 Acesal von Takeda Pharmaceutical übernommen. Die Marke wurde mittels der Mosaikmethode gebildet. Sie ist die am häufigsten angewandte Methode zur Bildung von Warennamen. Im Zuge dieser werden ein oder mehrere Wörter auseinandergenommen und die Bestandteile neu zusammengesetzt. So entstand Acesal aus Ace-tyl-sal-icylsäure.
Andere Firmen – vor allem McNeil Laboratories – fingen an, Paracetamol-Arzneimittel als flüssiges Tylenol im Jahr 1955 und Tylenol-Pillen im Jahr 1958 zu verkaufen. Bis 1967 war Tylenol ohne Rezept erhältlich. Da es keine Magenreizung verursachte, verdrängte Paracetamol schnell einen Großteil der ASS-Verkäufe. Ein anderes schmerzstillendes, entzündungshemmendes Medikament wurde 1962 eingeführt: Ibuprofen (verkauft als Brufen in Großbritannien und Motrin in den USA). In den 1970er Jahren hatte Acetylsalicylsäure einen relativ geringen Anteil am Schmerzmittelmarkt und in den 1980er Jahren ging der Umsatz noch weiter zurück, als Ibuprofen ohne Rezept erhältlich wurde.: 212–217

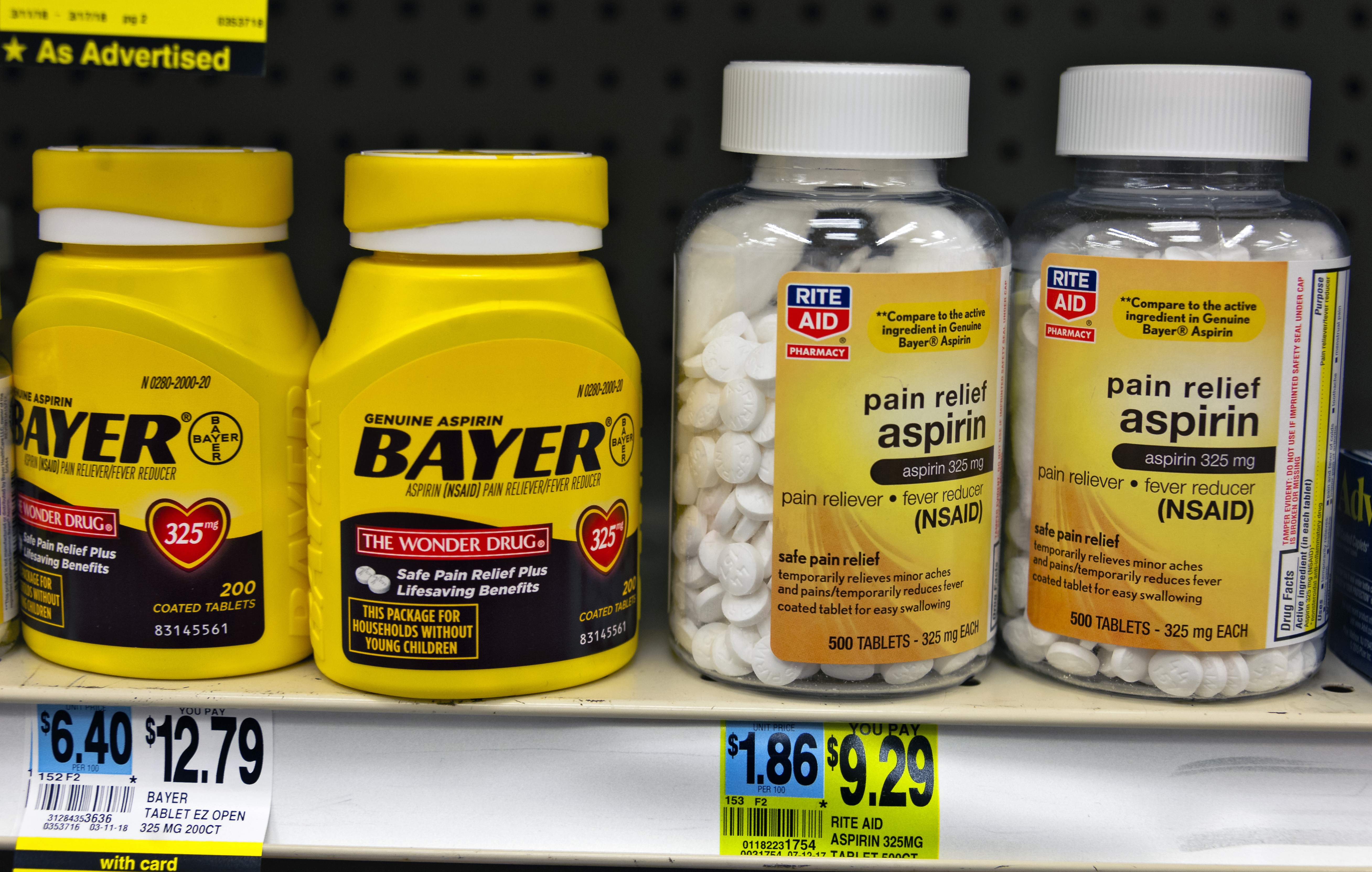
Bayer-Aspirin und RITE AID-Aspirin

Ebenfalls in den frühen 1980er Jahren legten mehrere Studien einen Zusammenhang zwischen der Einnahme von ASS bei Kindern und dem Reye-Syndrom nahe, einer potenziell tödlichen Krankheit. Bis 1986 verpflichtete die Food and Drug Administration, die oberste Arzneimittelbehörde der USA, Pharmahersteller an allen ASS-Produkten einen Warnhinweis anzubringen, was den Umsatz weiter gedrosselt hat. Die Paracetamol-Hersteller reichten auch eine Klage gegen den Aspirinhersteller Anacin ein und behaupteten, dass das Versäumnis, Warnschilder vor 1986 anzubringen, den Umsatz von Tylenol zu Unrecht beeinträchtigt habe. Diese Klage wurde schließlich abgewiesen.: 228–229

## Erforschung der Wirkungsweise
Der Mechanismus der analgetischen, entzündungshemmenden und fiebersenkenden Eigenschaften von ASS war in der Blütezeit des Arzneimittels im frühen bis mittleren 20. Jahrhundert unbekannt. Heinrich Dresers Erklärung lautete, dass Aspirin Schmerzen lindert, indem es auf das Zentralnervensystem einwirkt, und wurde seit der Markteinführung des Medikaments weithin akzeptiert. 1958 begann Harry Collier, ein Biochemiker im Londoner Labor des Pharmaunternehmens Parke-Davis, die Beziehung zwischen Kinin-Kallikrein-System-Kininen und der Wirkung von Acetylsalicylsäure zu untersuchen. In Tierversuchen mit Meerschweinchen fand Collier, dass ASS, wenn es vorher gegeben wurde, die Wirkungen von Bradykinin hemmte. Er fand heraus, dass das Durchtrennen des Vagusnervs der Meerschweinchen die Wirkung von Bradykinin oder die hemmende Wirkung der Acetylsalicylsäure nicht beeinträchtigte – ein Beweis dafür, dass ASS lokal gegen Schmerzen und Entzündungen wirkt und nicht gegen das Zentralnervensystem. 1963 begann Collier mit der Doktorandin für Pharmakologie Priscilla Piper zusammenzuarbeiten, um den genauen Mechanismus der ASS-Wirkungen zu bestimmen. Es war jedoch schwierig, die genauen biochemischen Vorgänge bei lebenden Versuchstieren zu bestimmen, und Tests an entnommenen tierischen Geweben verhielten sich nicht wie Tests in vivo.: 223–226

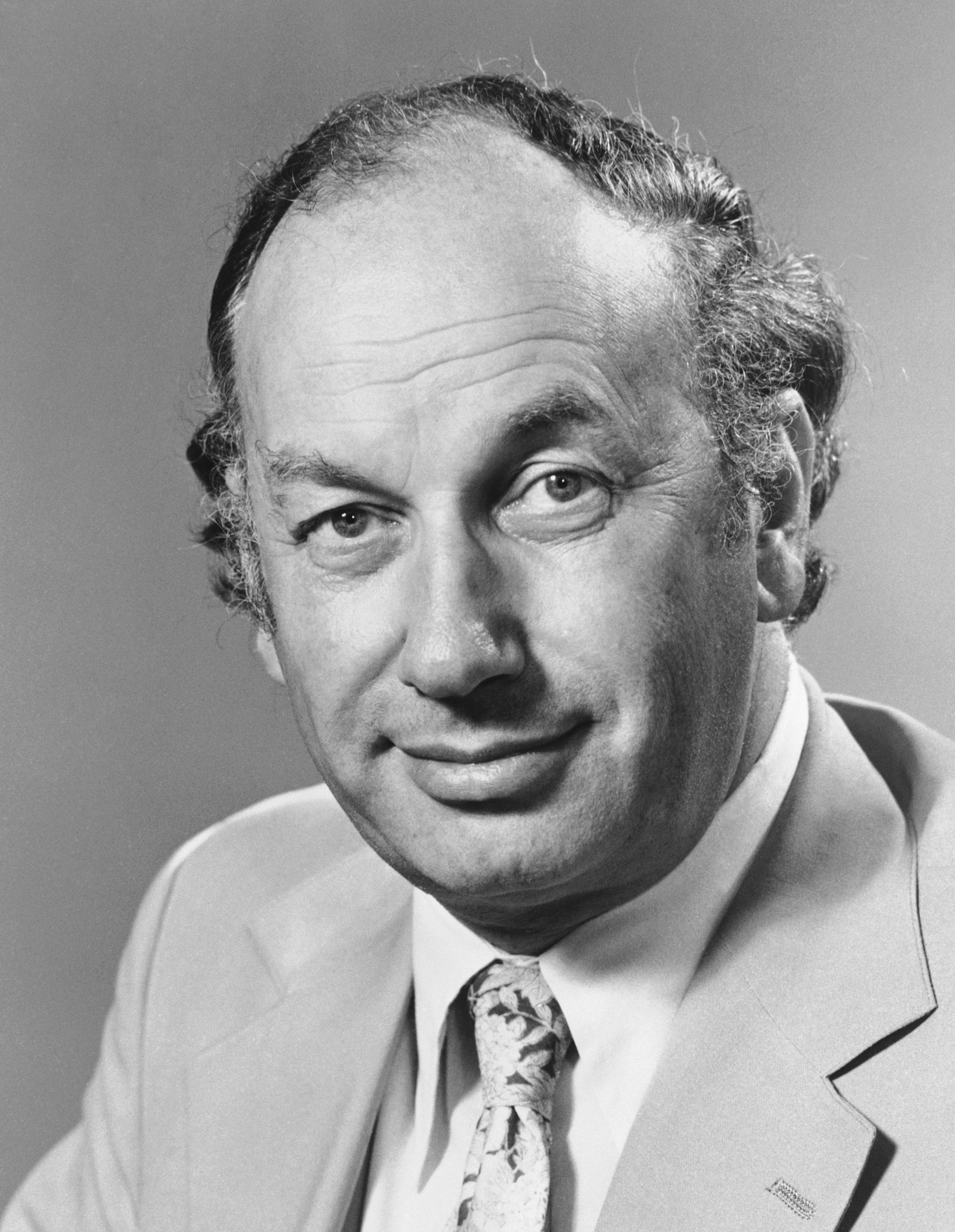
John Robert Vane

Nach fünf Jahren der Zusammenarbeit arrangierte Collier, dass Piper mit dem Pharmakologen John Robert Vane am Royal College of Surgeons of England zusammenarbeitete, um die neuen Bioassay-Methoden von Vane zu lernen. Diese Methoden könnten eine mögliche Lösung für die bisherigen Fehler bei in-vitro-Untersuchung sein. Vane und Piper testeten die biochemische Kaskade, die mit einem anaphylaktischen Schock (an Auszügen von Meerschweinchenlungen, angewendet auf Gewebe von Kaninchen) verbunden ist. Sie fanden heraus, dass die Acetylsalicylsäure die Freisetzung einer nicht identifizierten Chemikalie hemmt, die von der Lunge des Meerschweinchens erzeugt wird. Diese Chemikalie verursachte die Kontraktion des Kaninchengewebes, und sie bezeichneten sie als „Rabbit-Aorta Contracting Substance“ (RCS). Bis 1971 identifizierte Vane die Chemikalie als Prostaglandin. In einem Nature-Artikel vom 23. Juni 1971 schlug Vane vor, dass Aspirin und ähnliche nichtsteroidale Entzündungshemmer, die Produktion von Prostaglandinen unterdrücken. Spätere Untersuchungen ergaben, dass das Enzym Cyclooxygenase gehemmt wird, das für die Umwandlung von Arachidonsäure in Prostaglandin verantwortlich ist.: 226–231 Für seine Entdeckungen über die Wirkmechanismen der Acetylsalicylsäure auf die Prostaglandin-Synthese erhielt Vane 1982 den Nobelpreis.

## Wiederbelebung der Acetylsalicylsäure als Herzdroge
Effekte von ASS auf die Blutgerinnung (als Blutplättchenhemmer) wurden zuerst 1950 von Lawrence Craven bemerkt. Craven, ein Hausarzt in Kalifornien, hatte Tonsillektomie-Patienten angewiesen, Aspergum, einen ASS-haltigen Kaugummi, zu kauen. Er stellte fest, dass eine ungewöhnliche Anzahl von Patienten wegen schwerer Blutungen in ein Krankenhaus eingeliefert werden musste und dass diese Patienten sehr hohe Mengen an Aspergum verwendet haben. Craven begann, all seinen Patienten täglich Acetylsalicylsäure zu empfehlen, und behauptete, dass die Patienten, die den ASS-Behandlungsplan befolgten (ungefähr 8.000 Menschen), keine Anzeichen von Thrombose hatten. Jedoch wurden die Studien von Craven von der medizinischen Gemeinschaft nicht ernst genommen, weil er keine Studie durchgeführt und nur in unseriösen Zeitschriften veröffentlicht hatte.: 237–239
Die Idee, mit Acetylsalicylsäure Blutgerinnungskrankheiten wie Herzinfarkte und Schlaganfälle vorzubeugen, wurde in den 1960er Jahren wiederbelebt, als der medizinische Forscher Harvey Weiss feststellte, dass ASS eine antiadhäsive Wirkung auf Blutplättchen hat und im Gegensatz zu anderen potenziellen Thrombozytenaggregationshemmern ASS eine geringe Toxizität hatte. Der Hämatologe John O’Brien vom Medical Research Council in Großbritannien hat die Erkenntnisse von Weiss aufgegriffen und begann 1963 mit dem Epidemiologen Peter Elwood über das Potenzial von Acetylsalicylsäure gegen Thrombosen zu arbeiten. Elwood begann eine groß angelegte ASS-Studie als vorbeugendem Medikament gegen Herzinfarkte. Nicholas Laboratories erklärte sich bereit, ASS-Tabletten zur Verfügung zu stellen und Elwood zog Herzinfarkt-Überlebende in eine Doppelblindstudie ein. Es war statistisch gesehen wahrscheinlicher, dass Herzinfarkt-Überlebende einen zweiten Anfall erleiden, was die Anzahl der dazu erforderlichen Patienten erheblich verringerte und man zuverlässig feststellen konnte, ob Acetylsalicylsäure einen Effekt auf die Prävention des Herzinfarkts hatte. Die Studie begann im Februar 1971, obwohl die Forscher bald die Doppelblindheit abbrechen mussten, als eine Studie des amerikanischen Epidemiologen Hershel Jick ergab, dass Acetylsalicylsäure Herzinfarkte verhinderte, aber feststellte, dass die Herzinfarkte tödlicher waren. Jick hatte festgestellt, dass weniger ASS-Konsumenten wegen eines Herzinfarkts in sein Krankenhaus eingeliefert wurden als Nicht-ASS-Konsumenten. Eine mögliche Erklärung war, dass ASS-Konsumenten am Herzinfarkt starben, bevor sie das Krankenhaus erreichten; Elwoods erste Ergebnisse schlossen diese Erklärung aus. Als die Elwood-Studie 1973 endete, zeigte sich eine bescheidene, aber statistisch nicht signifikante Abnahme der Herzinfarkte in der Gruppe, die Acetylsalicylsäure einnahm.: 239–246
In mehreren nachfolgenden Studien wurde die Wirksamkeit von Acetylsalicylsäure als Herzmedikament auf einen festeren Boden gestellt, aber die Beweise waren umstritten. Mitte der 1980er Jahre überzeugte der Statistiker Richard Peto die US-amerikanische Zulassungsbehörde FDA und einen Großteil der medizinischen Fachwelt davon, dass die ASS-Studien insgesamt die Wirksamkeit von Acetylsalicylsäure mit relativer Sicherheit zeigten.: 247–257 Ab Ende der 1980er Jahre wurde ASS als vorbeugendes Medikament gegen Herzinfarkte in großem Umfang eingesetzt und hatte seine frühere Position als meistverkauftes Analgetikum in den USA wiedererlangt.: 267–269
Inzwischen wurde 2018 in drei großen Studien nachgewiesen, dass ASS sich nicht für die Primärprävention gesunder Patienten mit erhöhtem kardiovaskulären Risiko eignet. Die American Heart Association und das American College of Cardiology hatten daraufhin 2019 entschieden, die entsprechenden Richtlinien für die klinische Praxis zu ändern. Trotzdem nehmen Millionen Menschen, auch ohne ärztlicher Verordnung, weiterhin täglich niedrigdosiert Acetylsalicylsäure ein.

## Trivia
- In den 1930er-Jahren bezeichnete der spanische Philosoph José Ortega y Gasset das 20. Jahrhundert als „Zeitalter des Aspirin“.

„Was schert es den gewöhnlichen Menschen, dass er nicht reicher ist als andere, wenn die Welt ihm Straßen, Eisenbahnen, Hotels, Telegraph, körperliche Sicherheit und Aspirin zur Verfügung stellt.“

- Aspirin gehört zu den „Marken des Jahrhunderts“. Das Projekt zeichnet jene Marken aus, die in der eigenen Produktgattung emblematisch sind, also beispielhaft für die gesamte Gattung stehen.[42]
- Die Aspirin-Rose ist eine 1997 vom Rosenzuchtunternehmen Rosen Tantau vorgestellte weiße Rosenart, die anlässlich des 100. Jahrestags der Aspirinerfindung nach dem Medikament benannt wurde. Die Rosenart erhielt 1995 eine Auszeichnung als Anerkannte Deutsche Rose (ADR-Rose).[43][44]